# Центральний музей Утрехта
Центра́льний музе́й У́трехта (нід. Centraal Museum) — освітньо-культурний заклад, що включає центральний музей та картинну галерею у його складі, архієпископський музей, Музей утрехтського археологічного товариства.

## Тихий Утрехт
Утрехт посідає окреме місце серед міст Північних Нідерландів. Колись це було поселення племен батавів. Землі були захоплені римськими легіонерами, де останні створили 47 фортець Альбіобола. В поселення рано прийшло християнство, з VIII століття нашої ери тут була резиденція єпископа.
Утрехт був тихим, але буремні політичні події долітали і сюди. В історії відома Утрехтська унія 1579 року. Укладення Утрехтської унії заклало основу самостійного державного існування Республіка Об'єднаних провінцій Нідерландів (до Утрехтської унії приєдналися також багато міст Фландрії і Брабанта, але в 1580-х рр.. XVI ст. вони були захоплені іспанськими загарбниками і підкорені іспанській імперії).
Коли в Північних Нідерландах панівні позиції посіли протестантські секти, Утрехт залишився в лоні католицизму. Ця обставина обумовила як тісні релігійні, так і культурні контакти з Італією, так і з папським Римом. В історії мистецтва залишились відомими як утрехтські маньєристи, так і утрехтські караваджисти. Короткий термін у 1807–1810 роках — тут була резиденція короля Голландії Луї Бонапарта (а місто столицею), у 1810–1813 роках — він центр французького департаменту Зейдерзе.
З 1636 року запрацював Утрехтський університет, найбільший на кінець XX ст. в країні. Частково ці історичні події відбилися і на характері колекцій Центрального музея Утрехта, що був заснований 1838 року.

## Приміщення Центрального музею

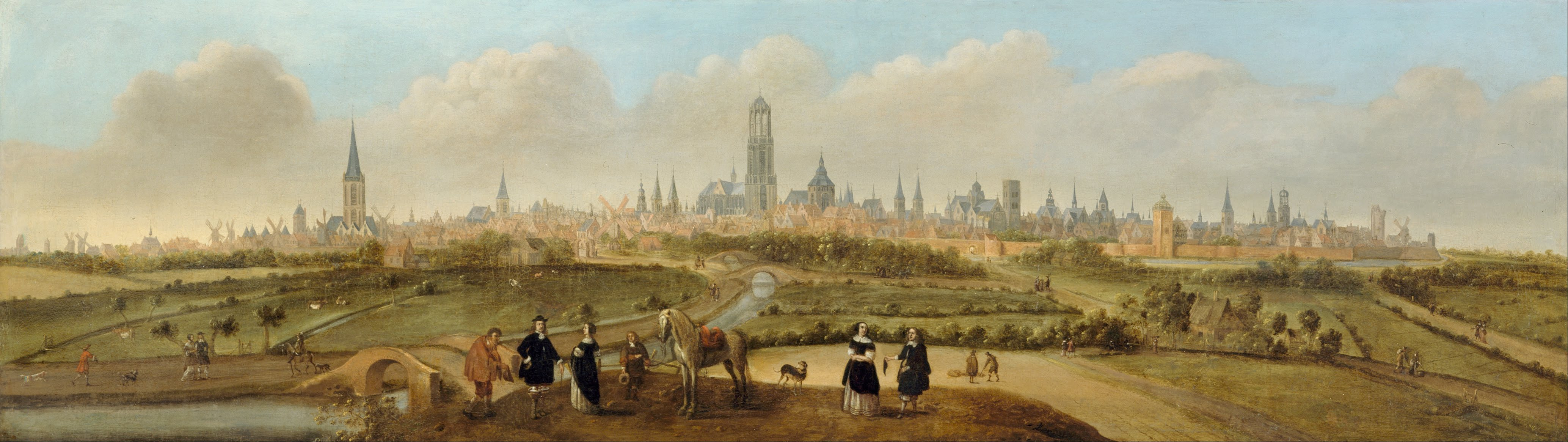
Йоос Корнеліс Дрохслот. «Панорама міста Утрехт», до 1665 р.

Первісно музей не мав власного приміщення і невелика колекція живопису була розташована на верхньому поверху Утрехтської ратуші. Збірка мала обмежену тематику і стосувалась тільки місцевих художників. 1921 року декілька музейних збірок міста були поєднані у один музейний заклад, що і отримав прозаїчну назву — Центральний музей. Експонати розмістили у цегляних спорудах колишнього монастиря св. Миколая (Nicolaaskerkhof за голландською.)
Тому в музейній збірці опинились археологічні знахідки, архітектурні моделі старовинних споруд Утрехта, живопис утрехтських митців за декілька століть, старовині меблі і експонати єпископського музея.

## Утрехтські послідовники італійця Караваджо
Особливу групу в мистецтві Голландії XVII століття посіли так звані утрехтські караваджисти. На відміну він головної купи художників протестантської Голландії, мешканці Утрехта залишились в лоні католицької церкви і довгі роки підтримували зв'язки з осередком католицизму і витончених мистецтв — Римом. Тут залюбки працювали представники нідерландського маньєризму попередньої доби, тобто XVI століття. Зв'язок з Римом і новітною течією в мистецтві — караваджизмом — успадкували саме утрехтці. Деякі з них десятиліттями жили і працювали в Римі — Герріт ван Гонтгорст, Дірк ван Бабюрен, багато обдарований Гендрік Тербрюгген. До того ж Тербрюгген зустрічався в Римі з самим Караваджо і бачив його твори та вивчав їх.
Розквіт творчості утрехтських караваджистів припав на перші 35 років XVII століття. За цей час Тербрюгген та Бабюрен померли, а Хонтхорст все більше відходив від настанов Караваджо. Але утрехтські караваджисти мали суттєвий вплив на художників-голландців з інших мистецьких центрів, серед них — Герріт Доу і сам Рембрандт, який ніколи не був в Італії. Багато спільного з утрехтськими караваджистами знайдено і в творах уславленого французького майстра з Лотарингії на ім'я Жорж де ла Тур.

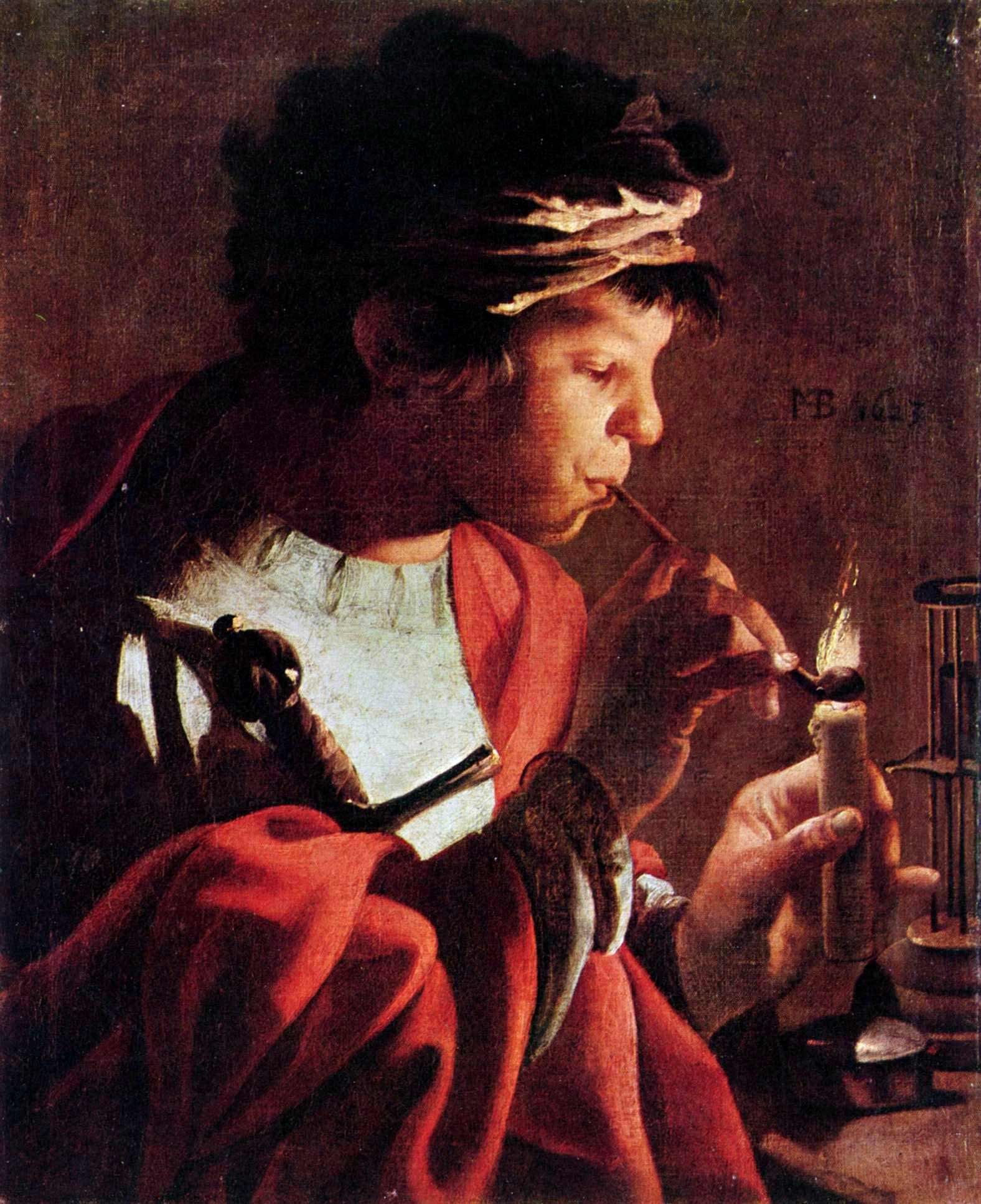
«Молодий вояк розкурює люльку», 1623, місто Егер, Угорщина, худ.Тербрюгген
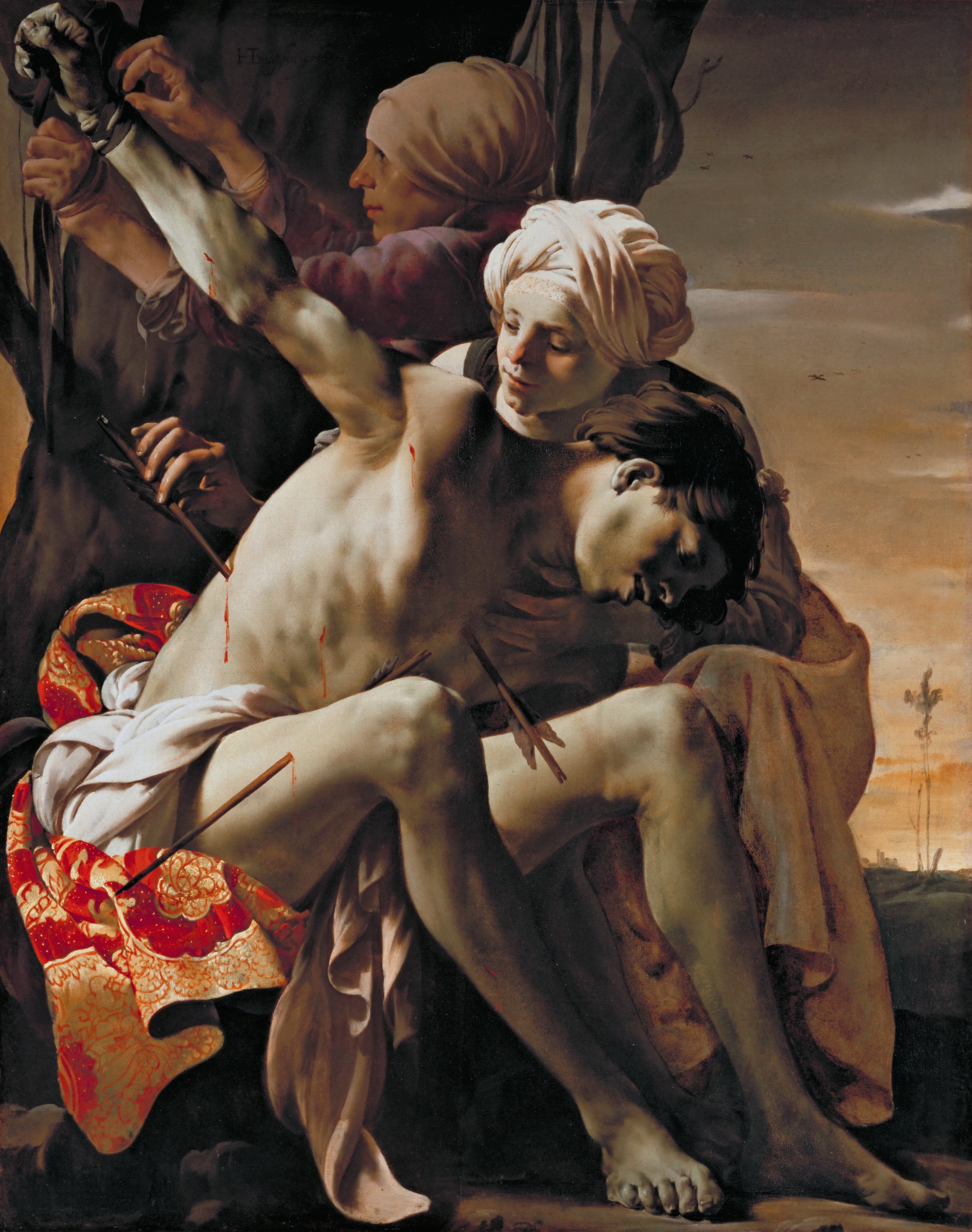
Гендрік Тербрюгген. «Свята Ірина рятує Святого Севастіана»
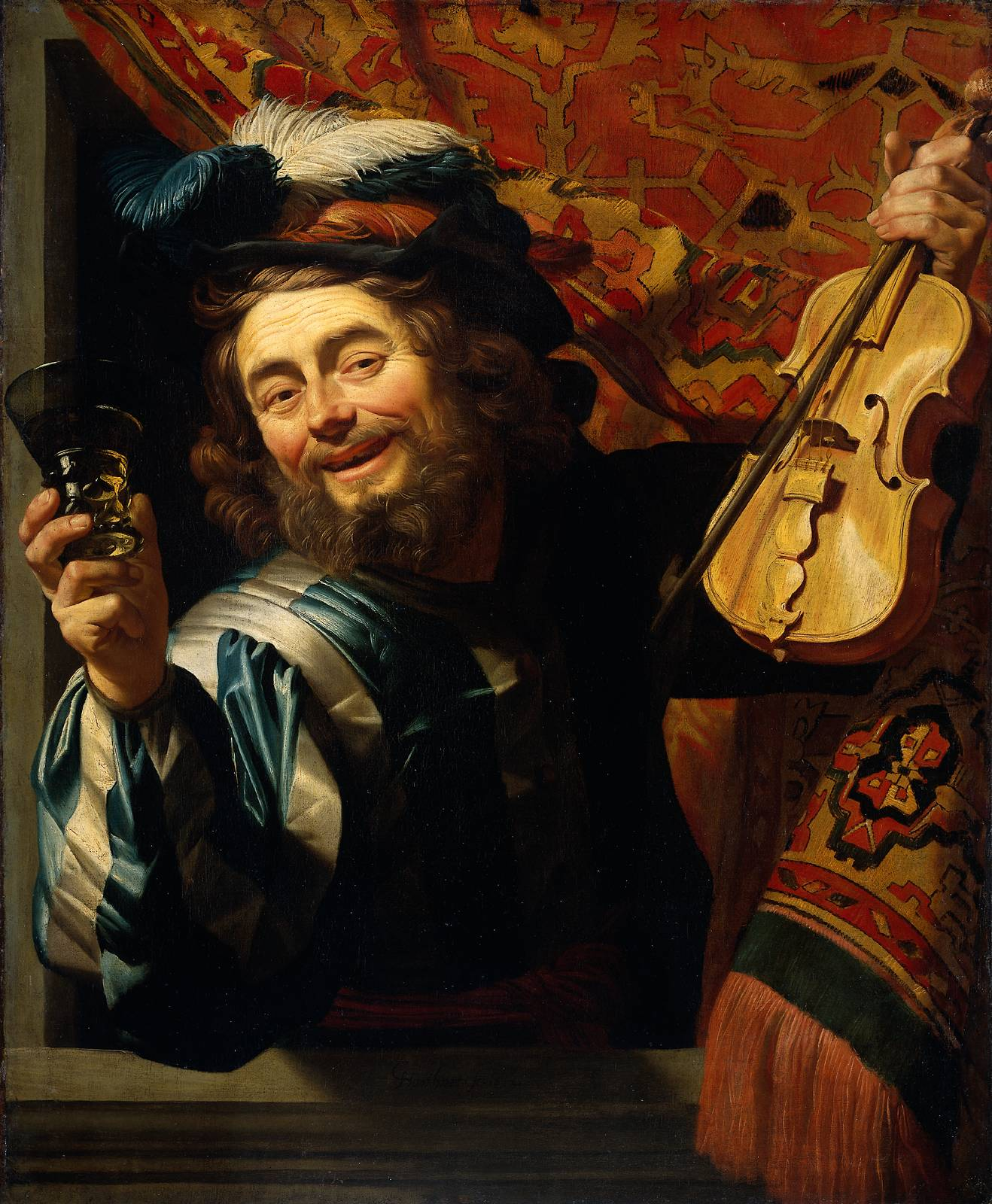
Караваджист Герріт ван Гонтгорст. «П'яненький скрипаль», 1623 р.
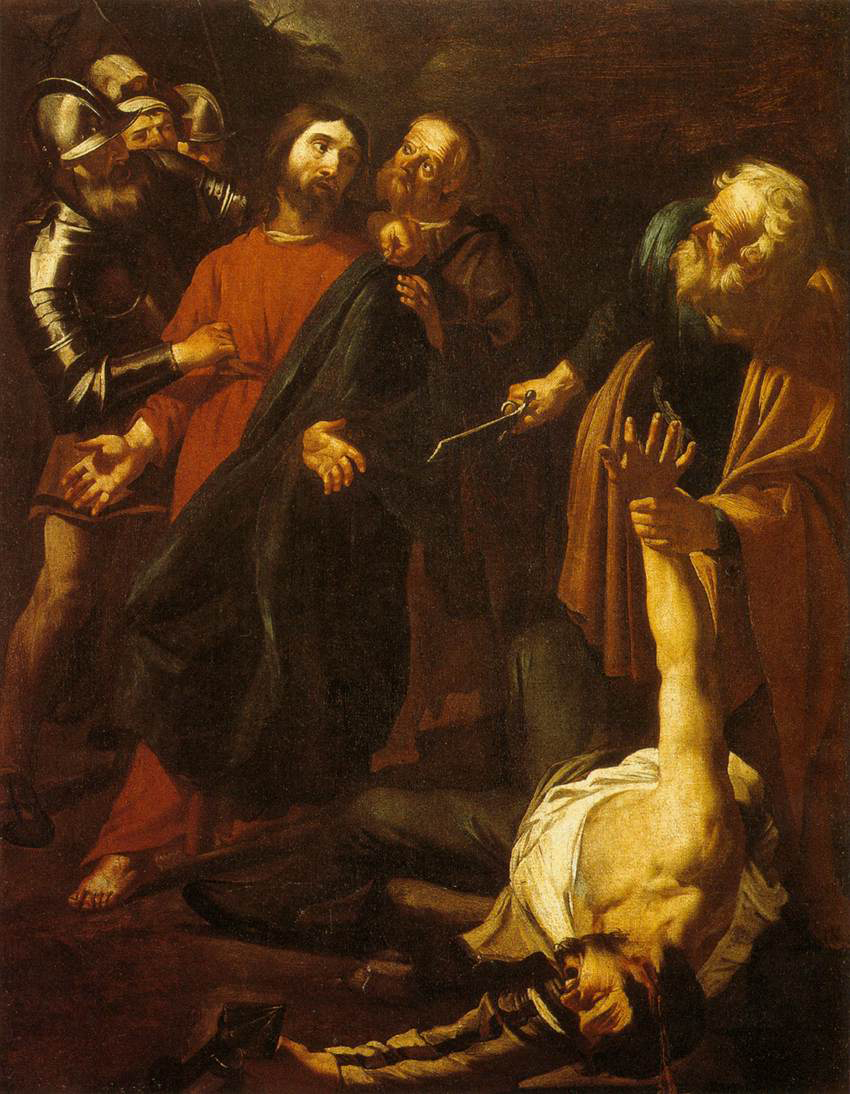
Дірк ван Бабюрен. «Христа беруть під варту».

## Картинна галерея

### Графіка і музейкій збірці

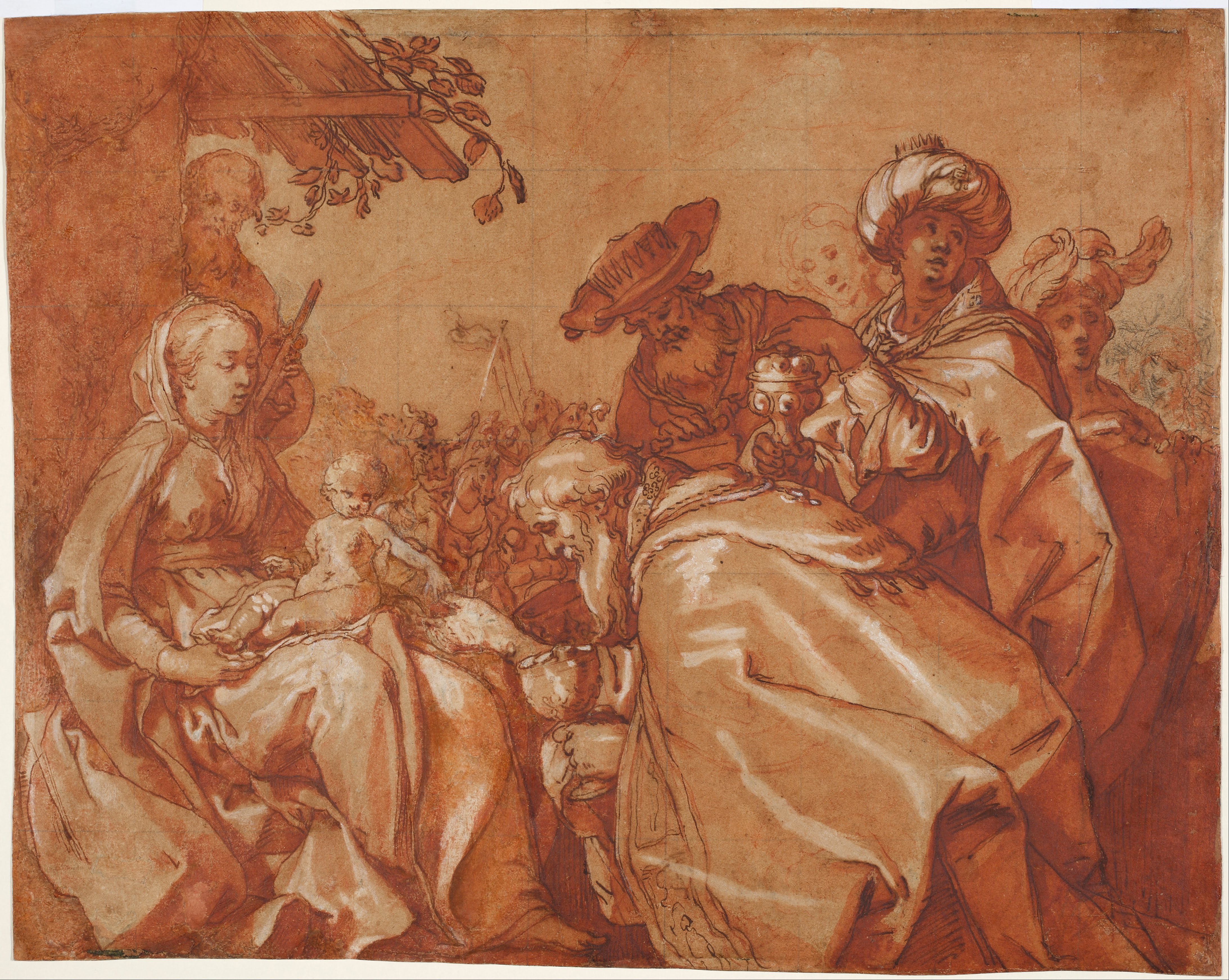
Абрахам Блумарт. «Поклоніння волхвів», 1624 р.
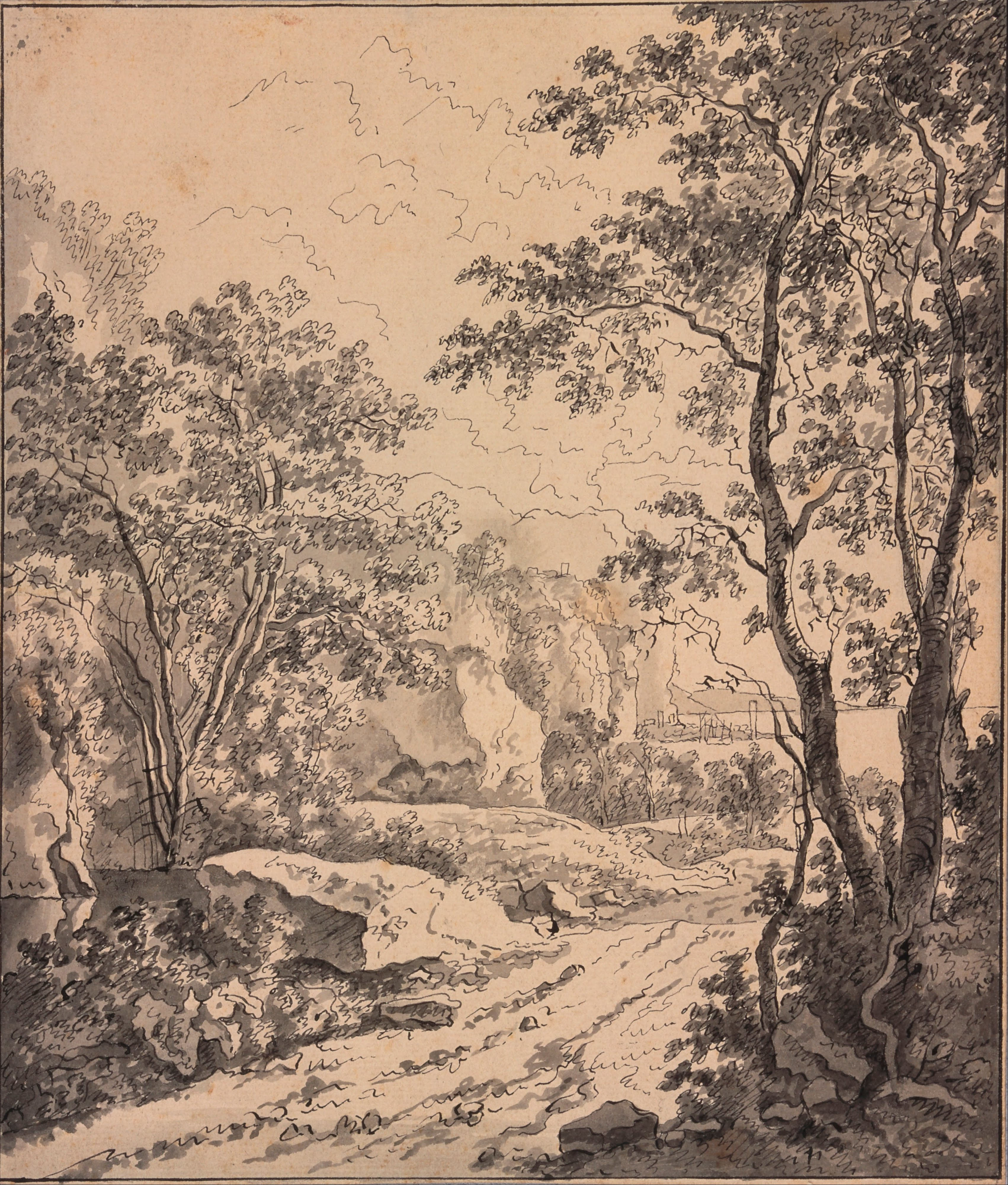
Ян Бот. «Італійський пейзаж між Анконою та Синегалією», 1645 р.
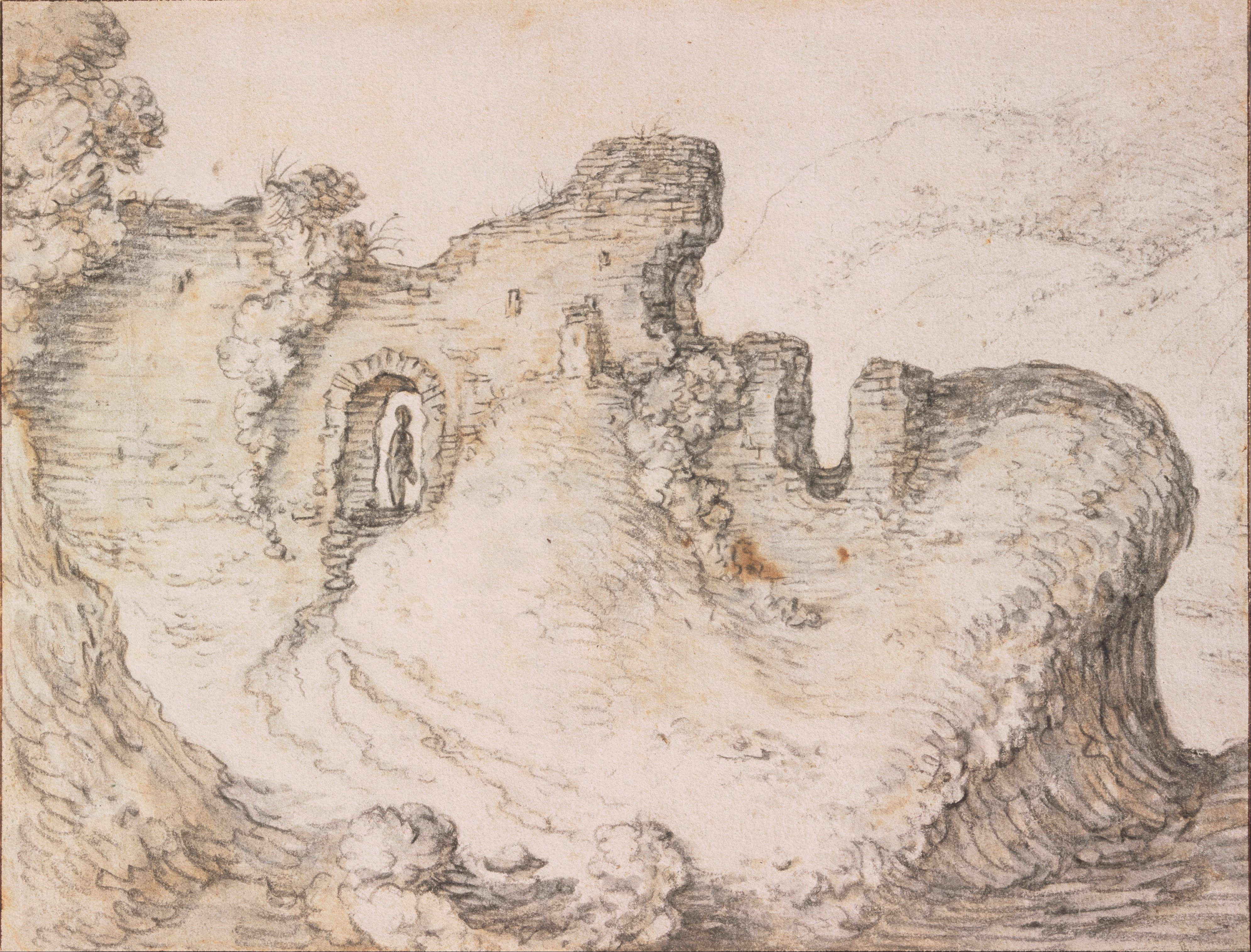
Герман Сафтлевен. «Руїна у вигляді чоловічої голови у профіль», бл. 1650 р.
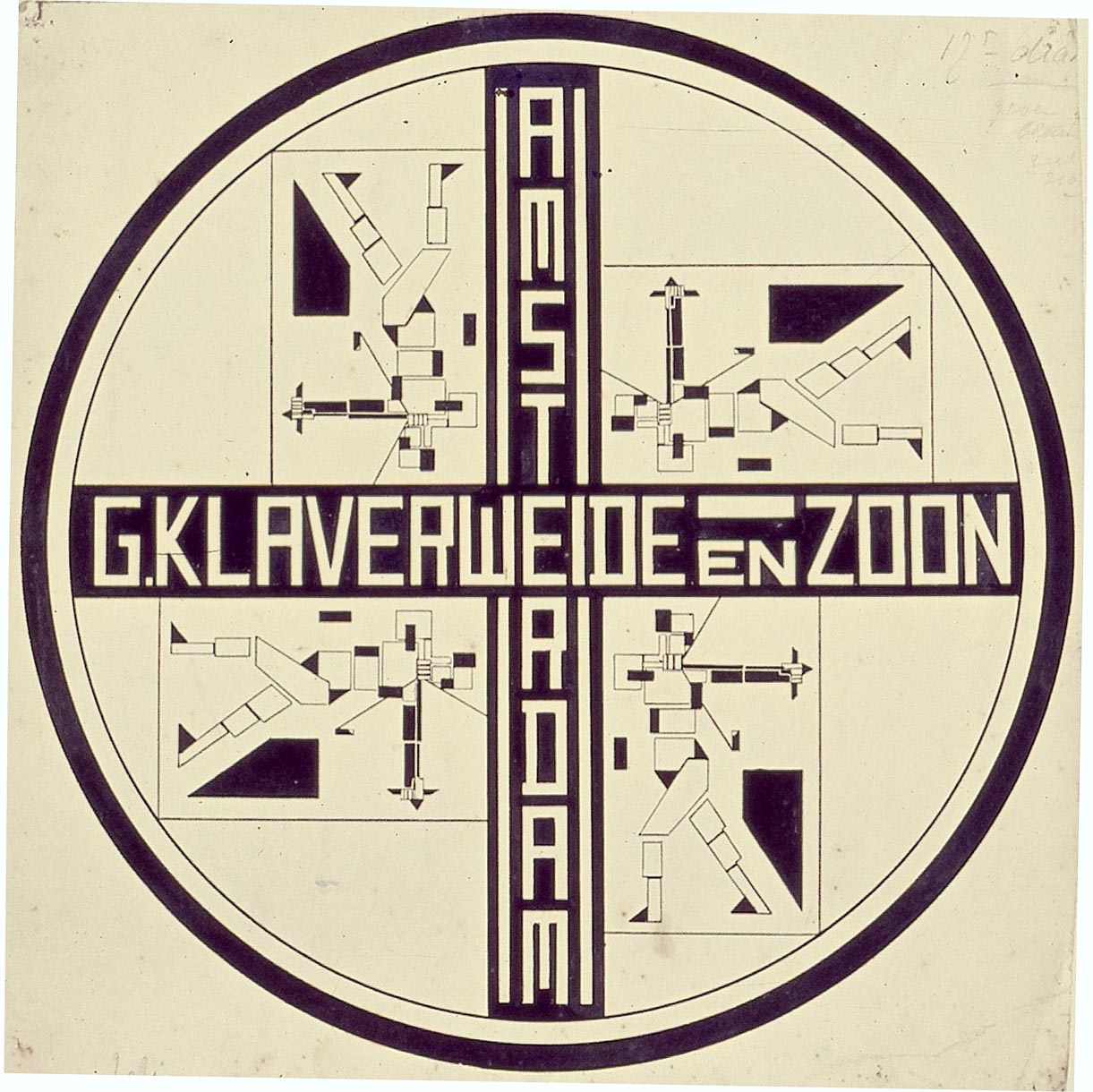
Тео ван Дуйсбург. Дизайн етикетки для сира, Червень 1919 р.
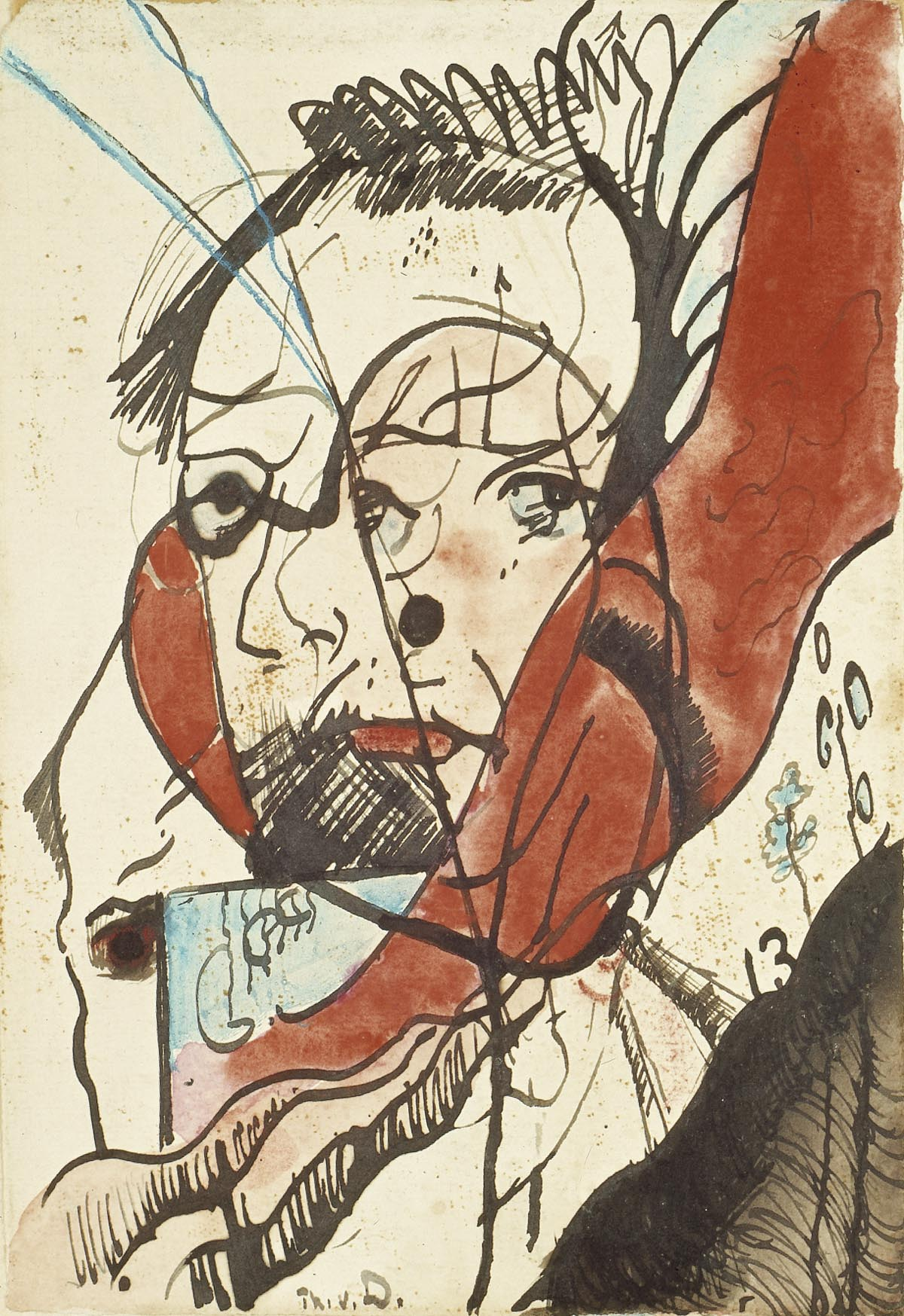
Тео ван Дуйсбург. «Чоловічий портрет (?)», бл.1915 р.

### Живопис XVI ст.в збірці

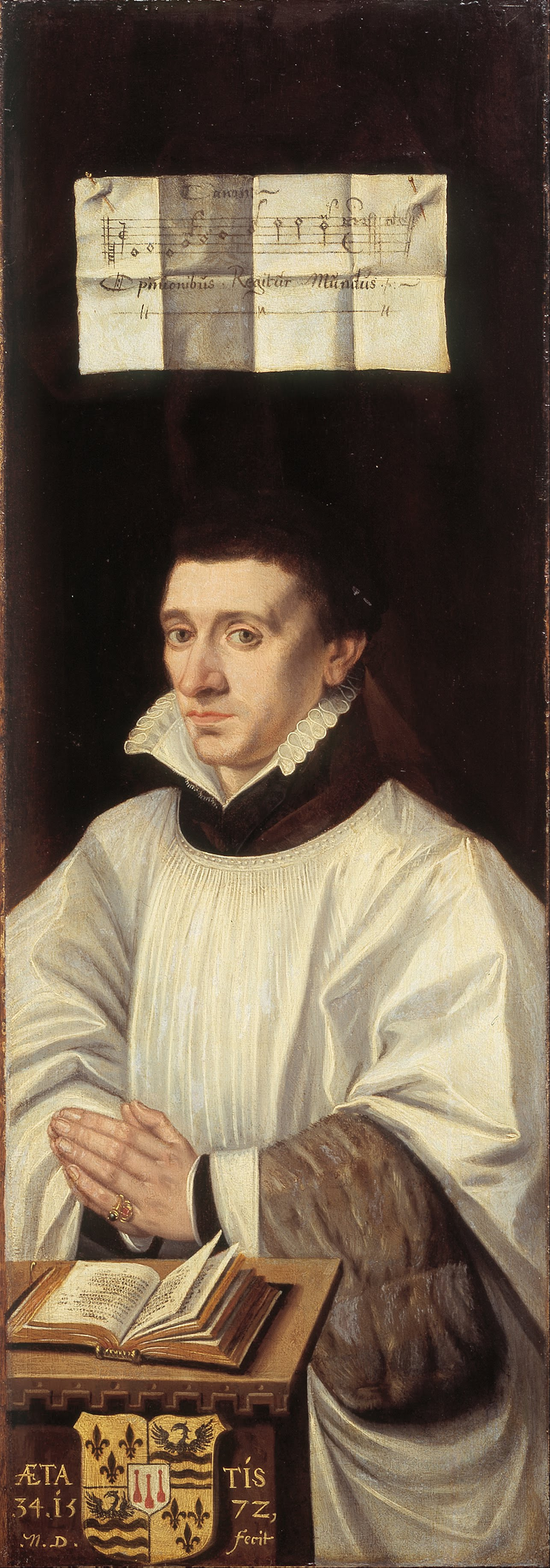
Монограміст N.D. «Портрет невідомого священика», 1572 р.

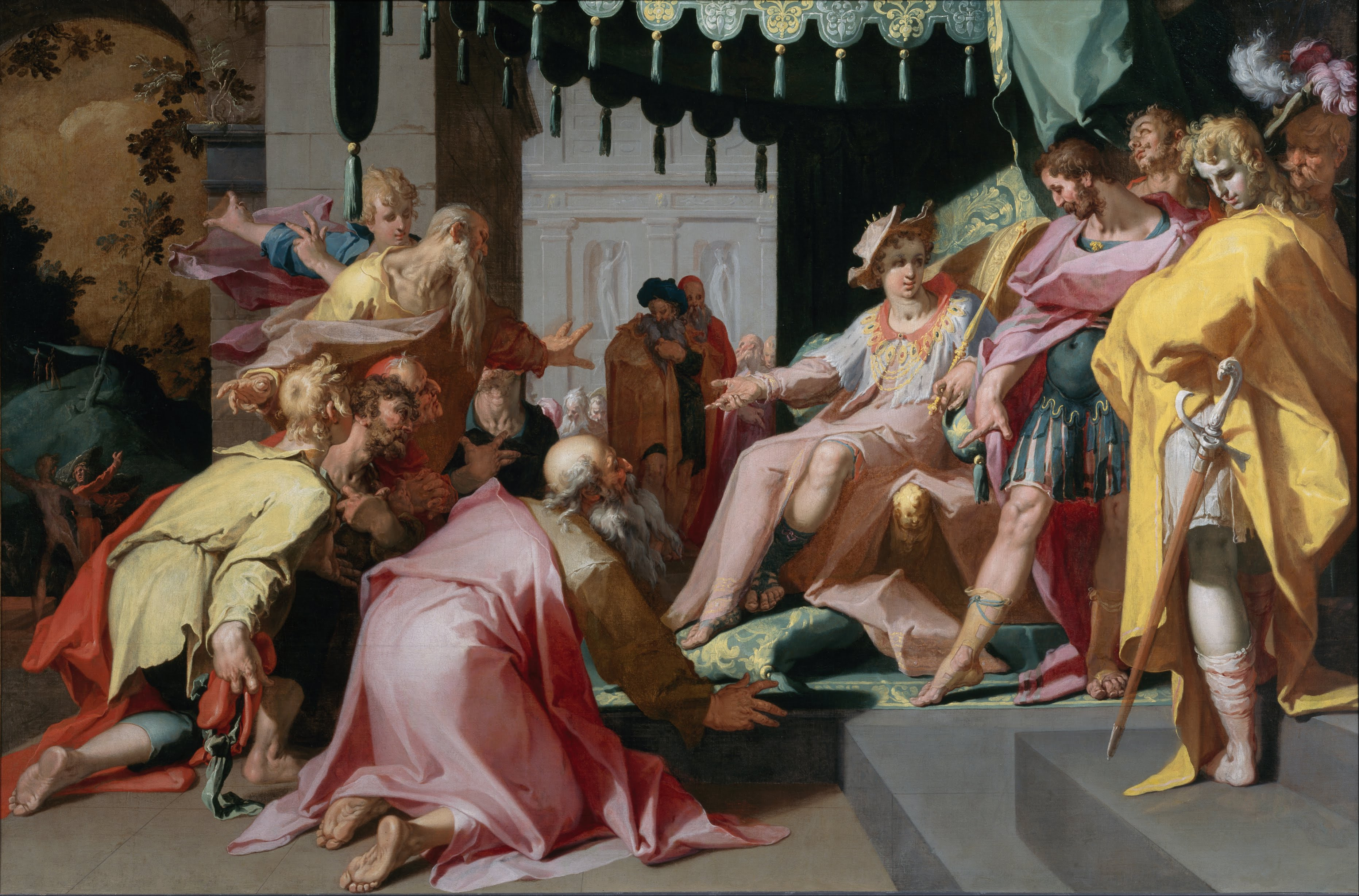
Абрахам Блумарт. «Йосип Прекрасний і каяття його братів», бл. 1595 р.
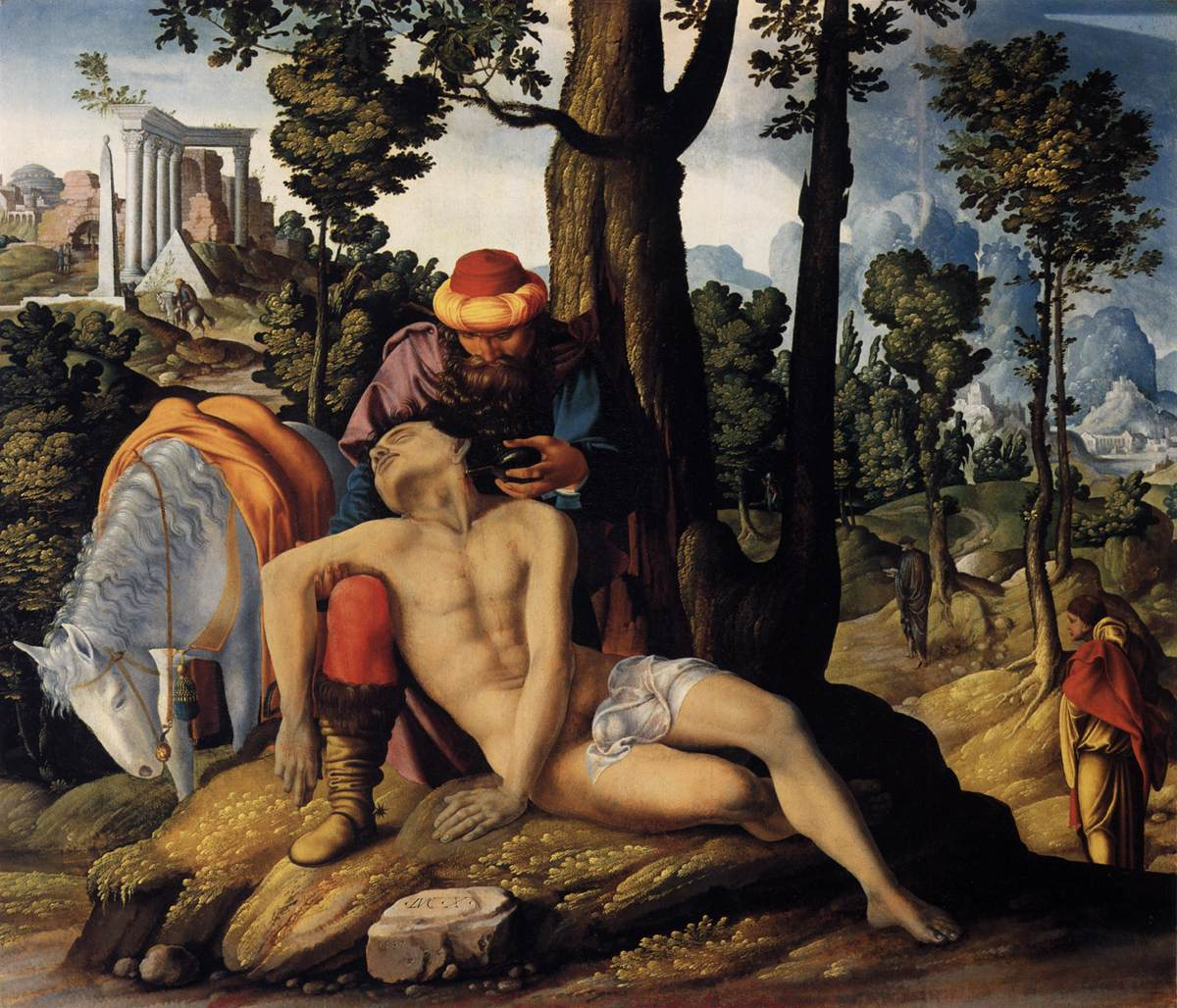
Анонім першої половини 16 ст. «Добрий самаритянин»
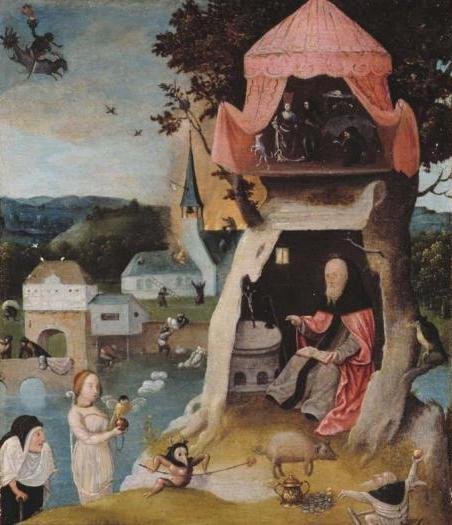
Невідомий послідовник Ієроніма Босха. «Випробування Св. Антонія», до 1530 р.
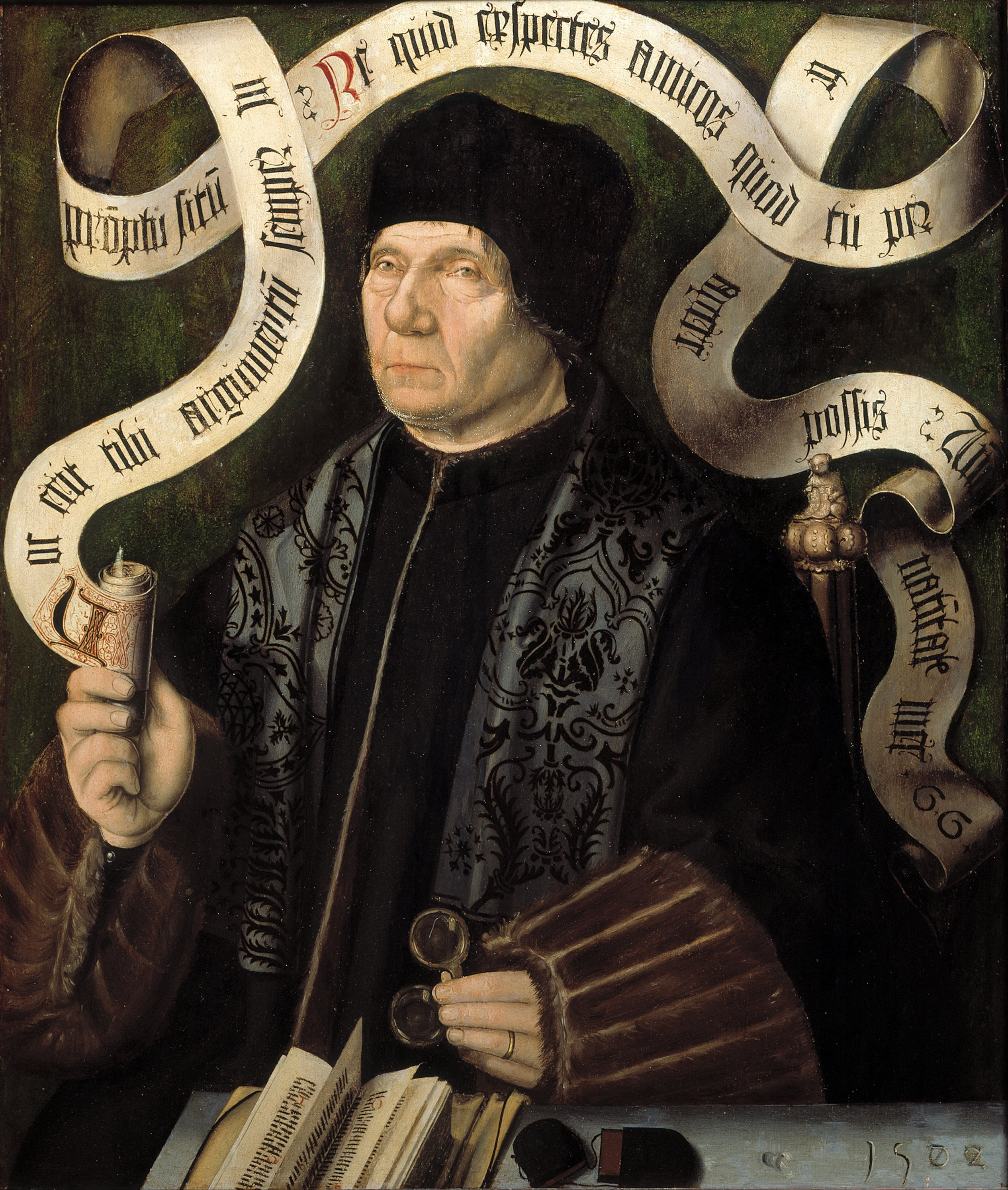
Анонім зламу 15-16 ст. «Якоб ван Дріберген», дарувальник власної бібліотеки утрехтській академії, 1502 р.

## Портретий живопис в збірці

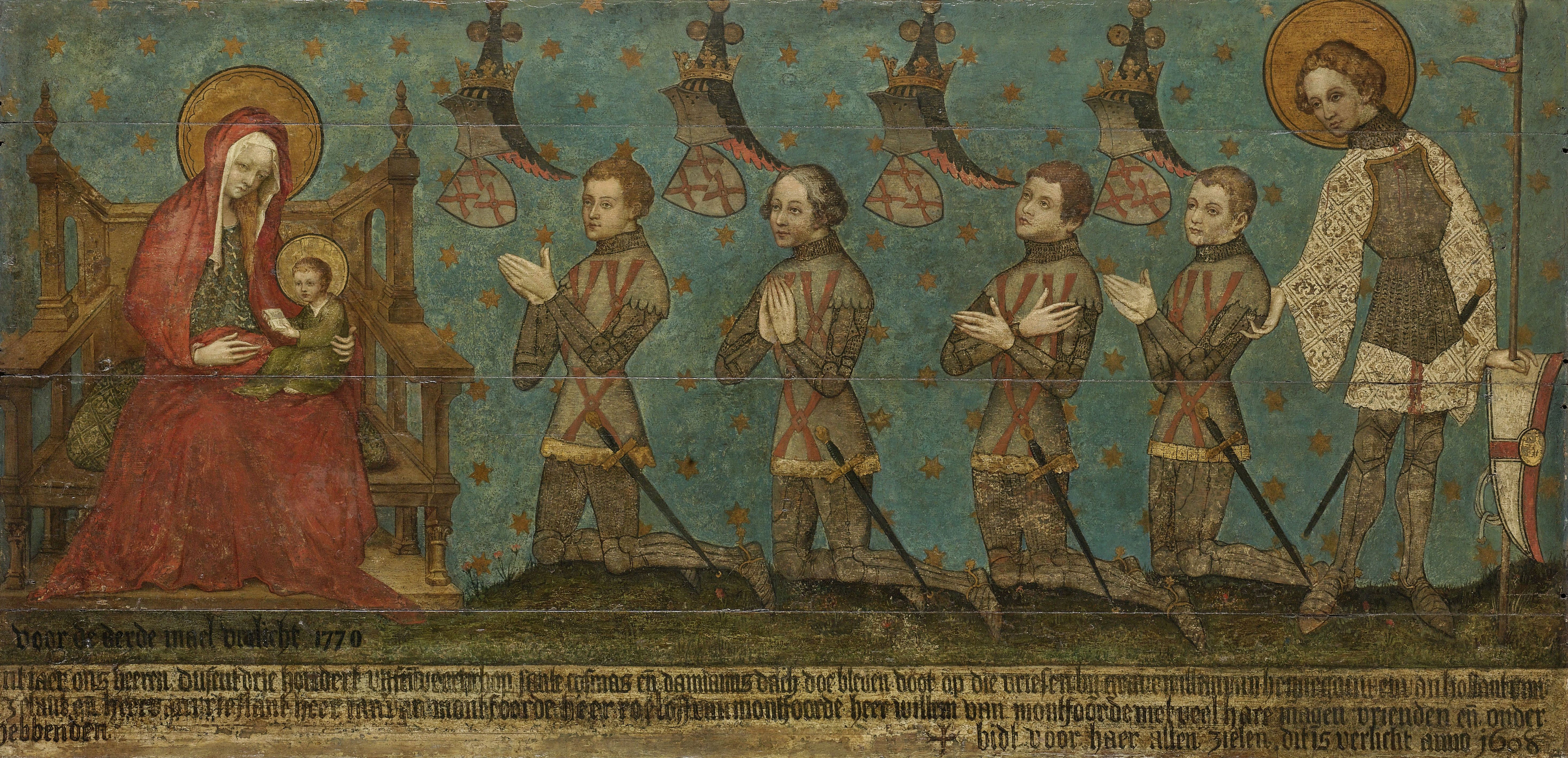
Анонім зламу 14-15 ст. «Родина лицарів Монфор перед Богородицею», бл. 1400 р., Центральний музей Утрехта
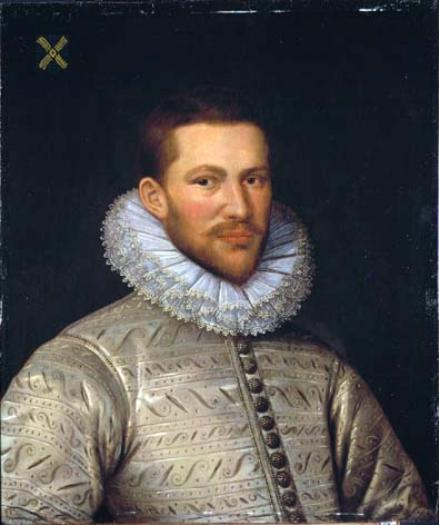
Деніел ван ден Кеборн. «Андріс ван дер Мюлен», 1583 р.
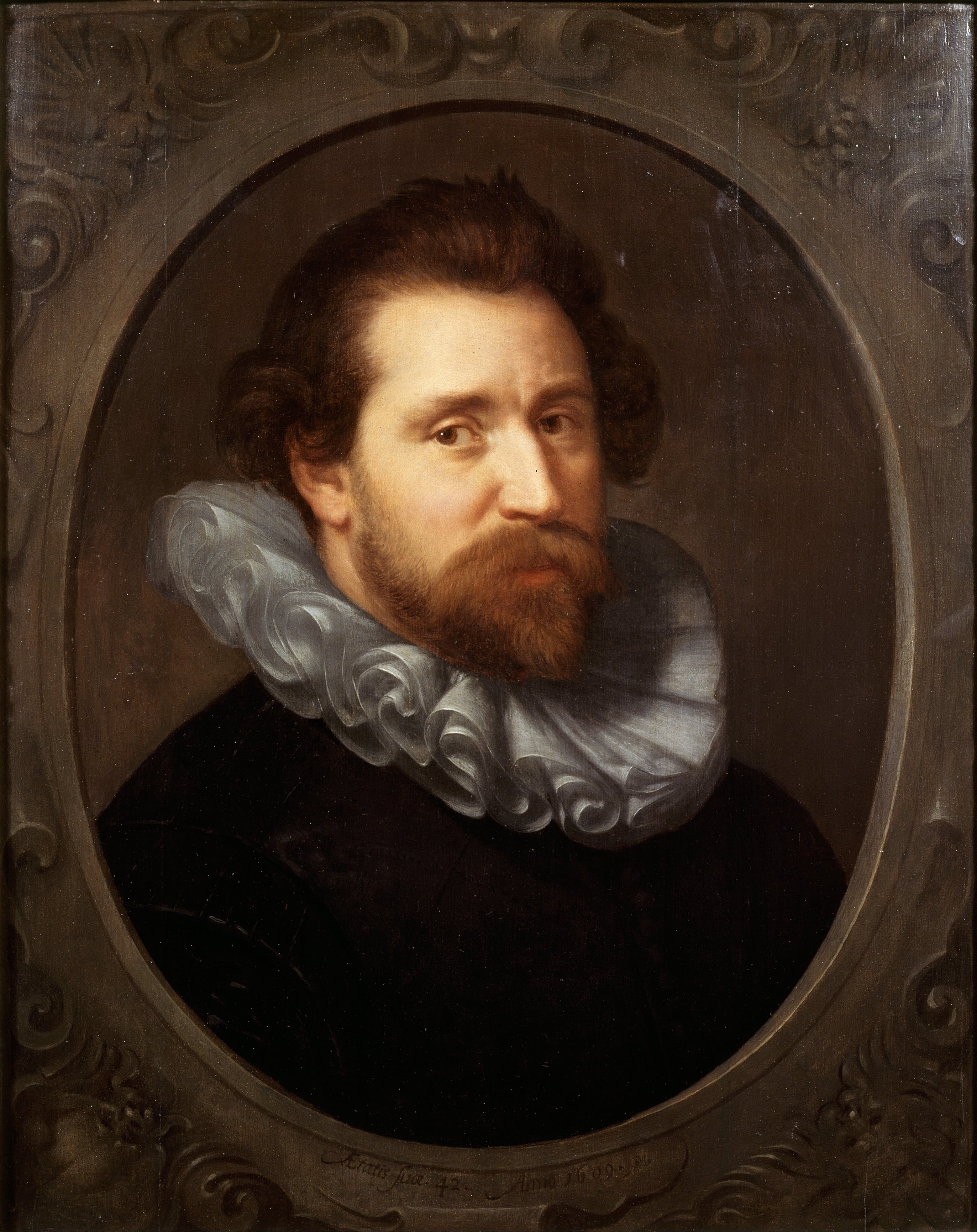
Паулюс Морелсе. «Абрахам Блумарт», 1609 р.
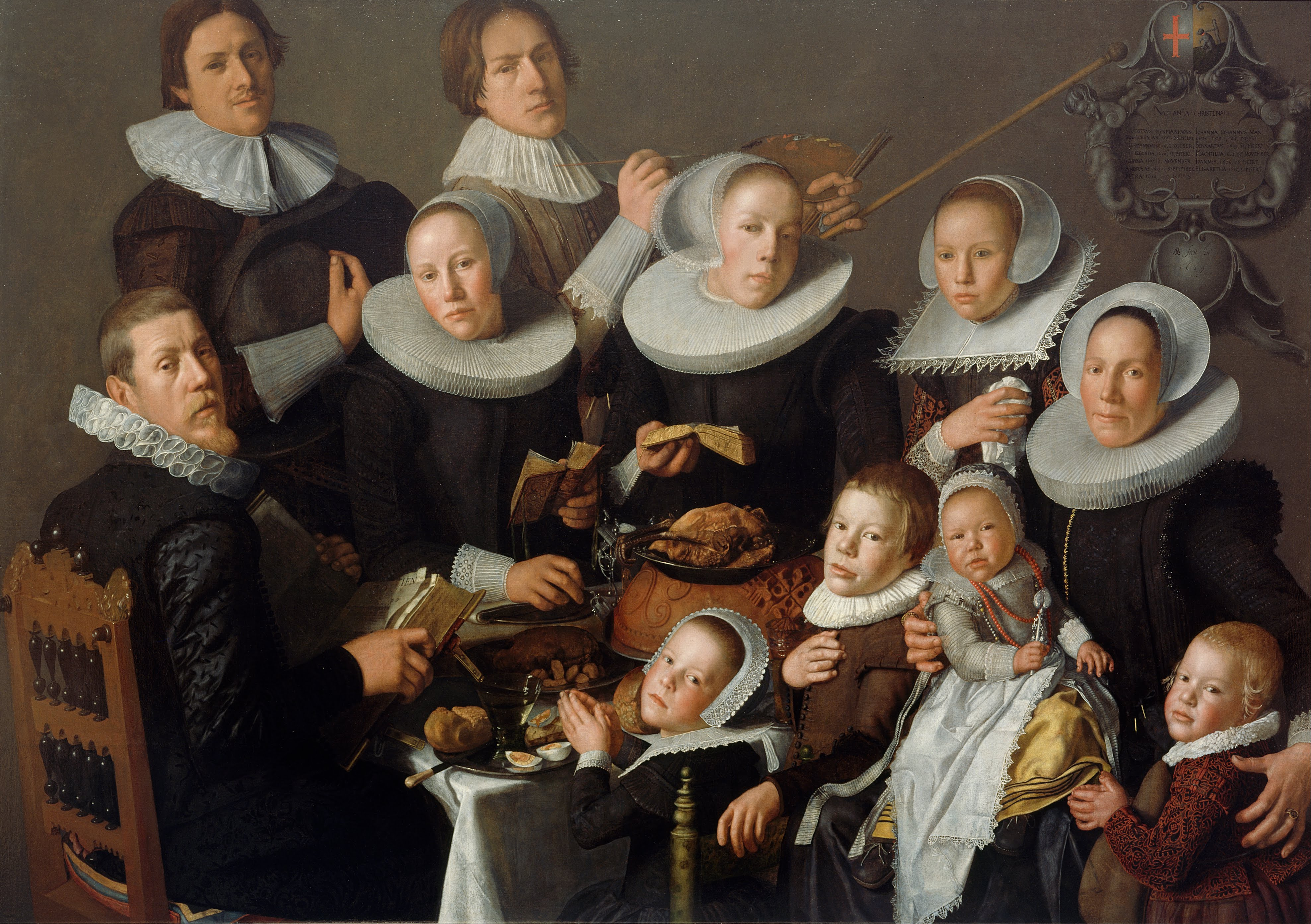
Андріс ван Боковен. «Автопортрет Андріса ван Боковена з власною родиною», 1629 р.
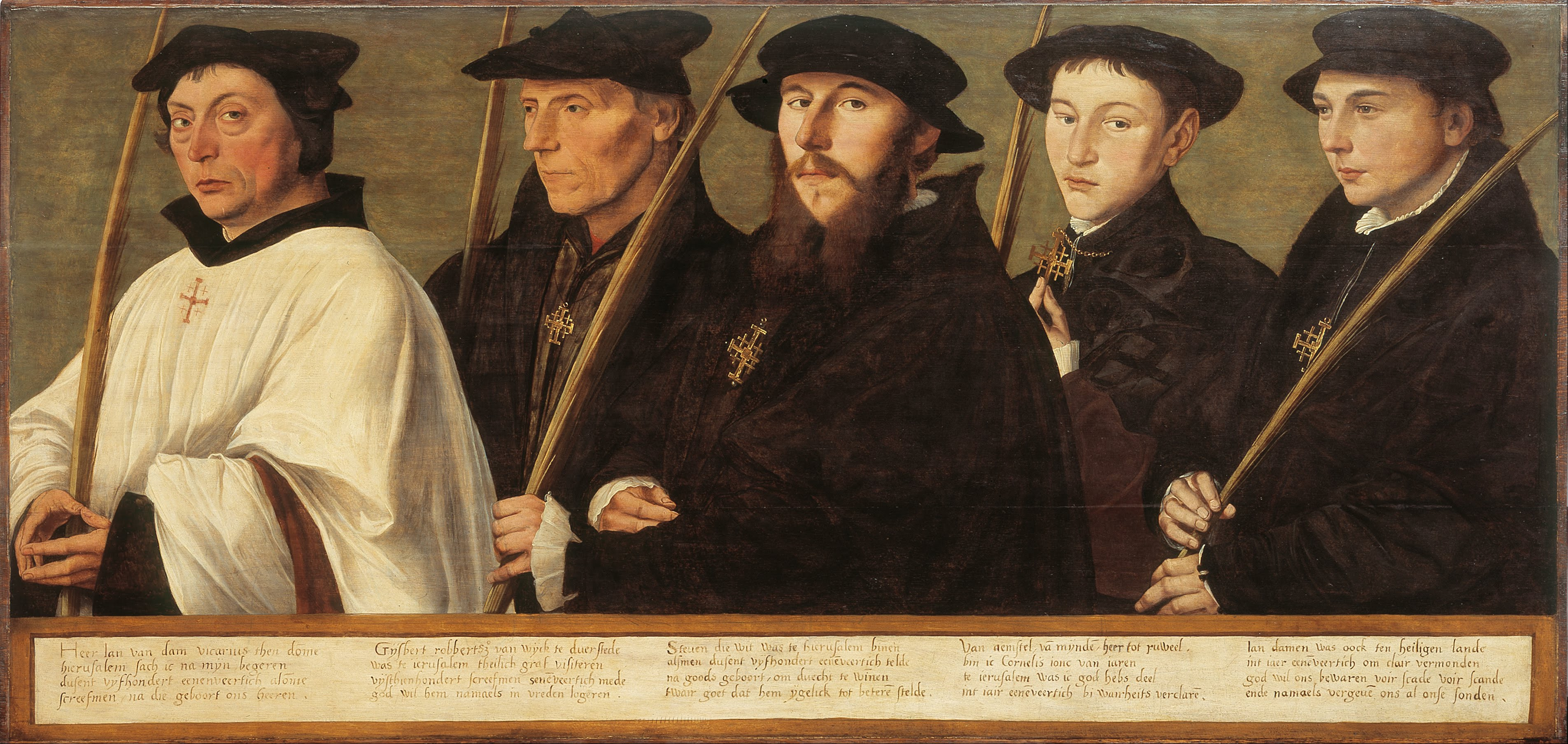
Ян ван Скорель. «П'ять членів утрехтського Братства пілігрімів до Єрусалима», бл. 1541 р.
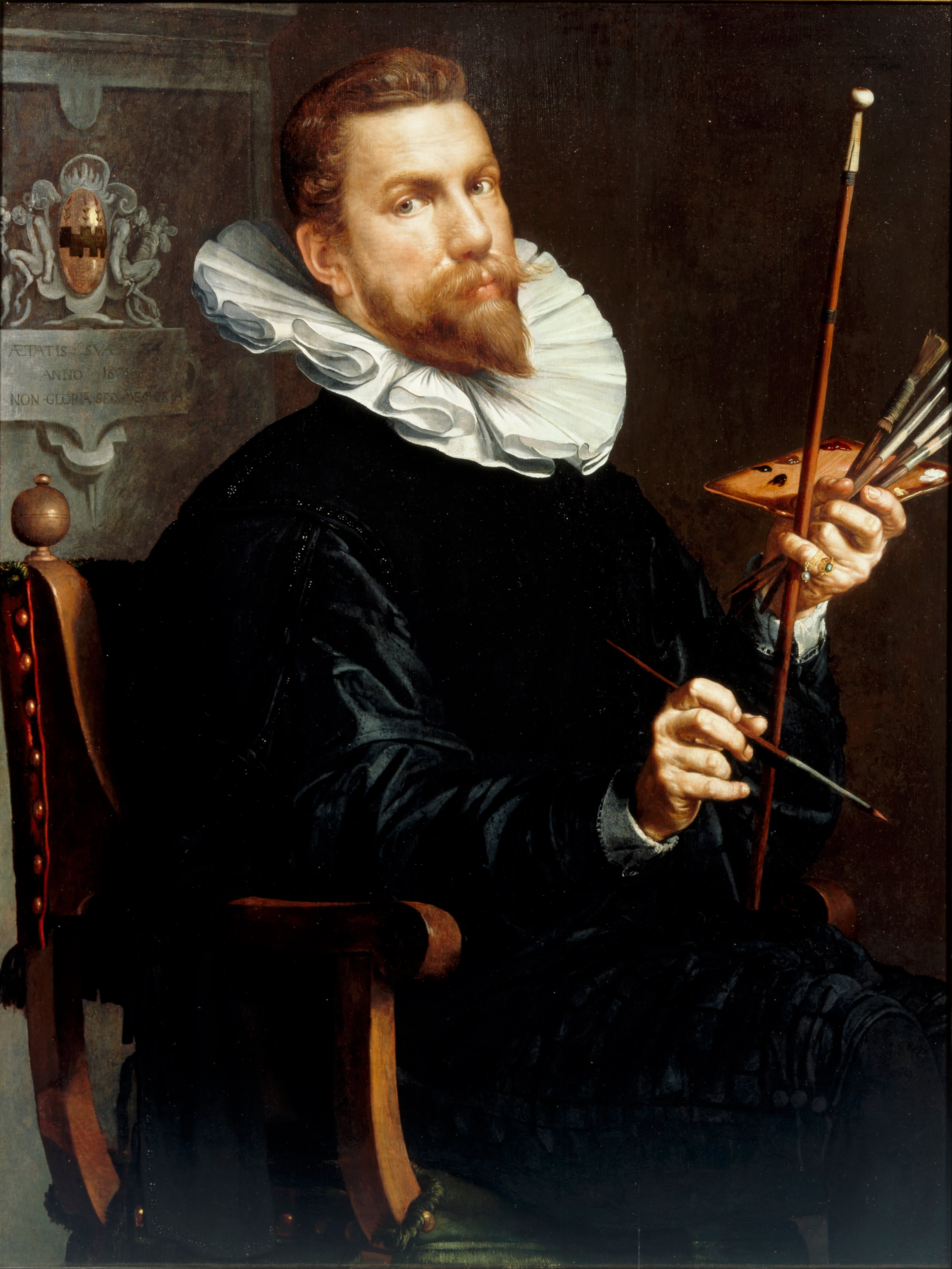
Йоахім Втевал. «Автопортрет», 1601 р.
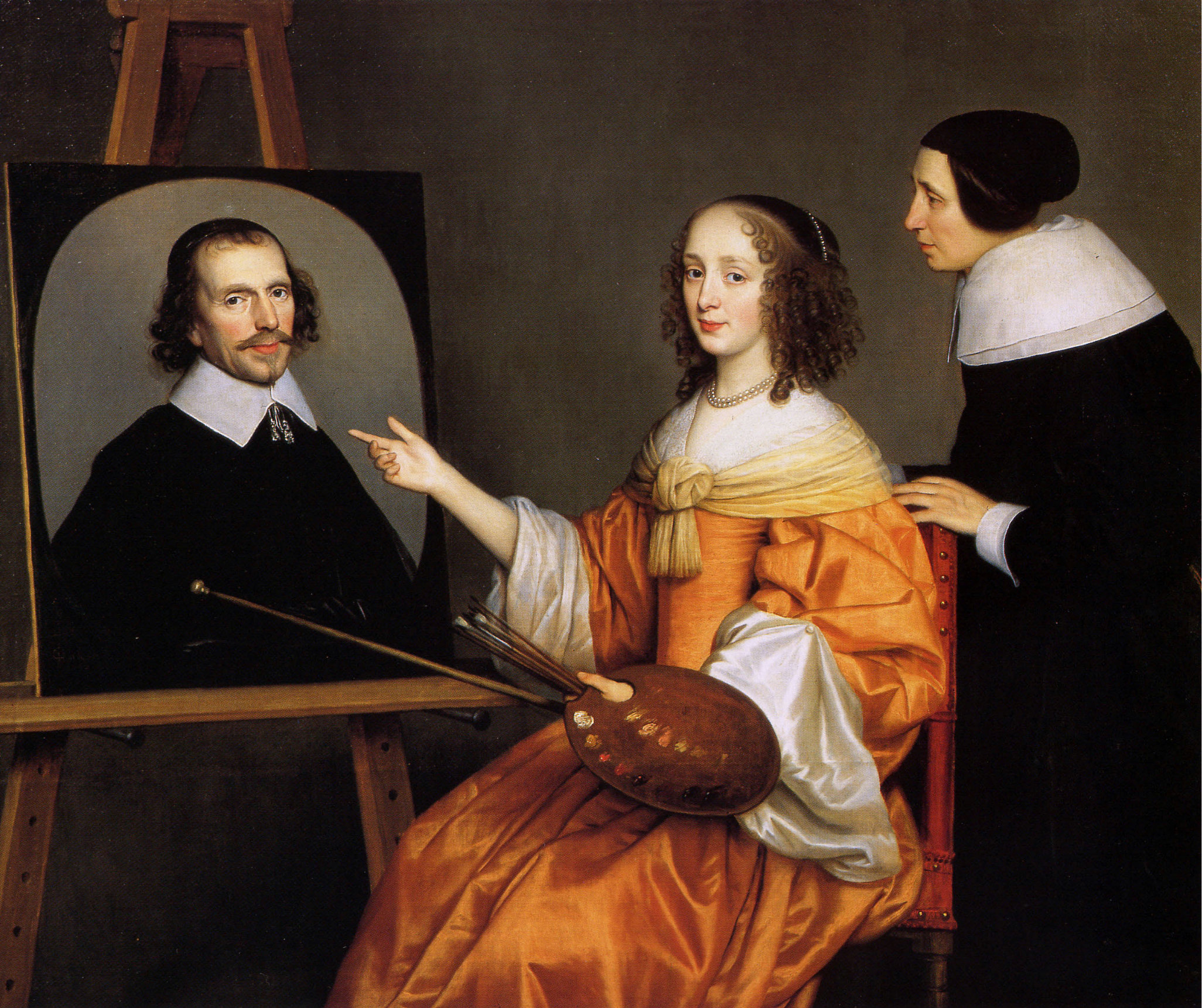
Герріт ван Гонтгорст«Маргатита Марія де Рудер з матьр'ю перед портретом батька », 1652 р.
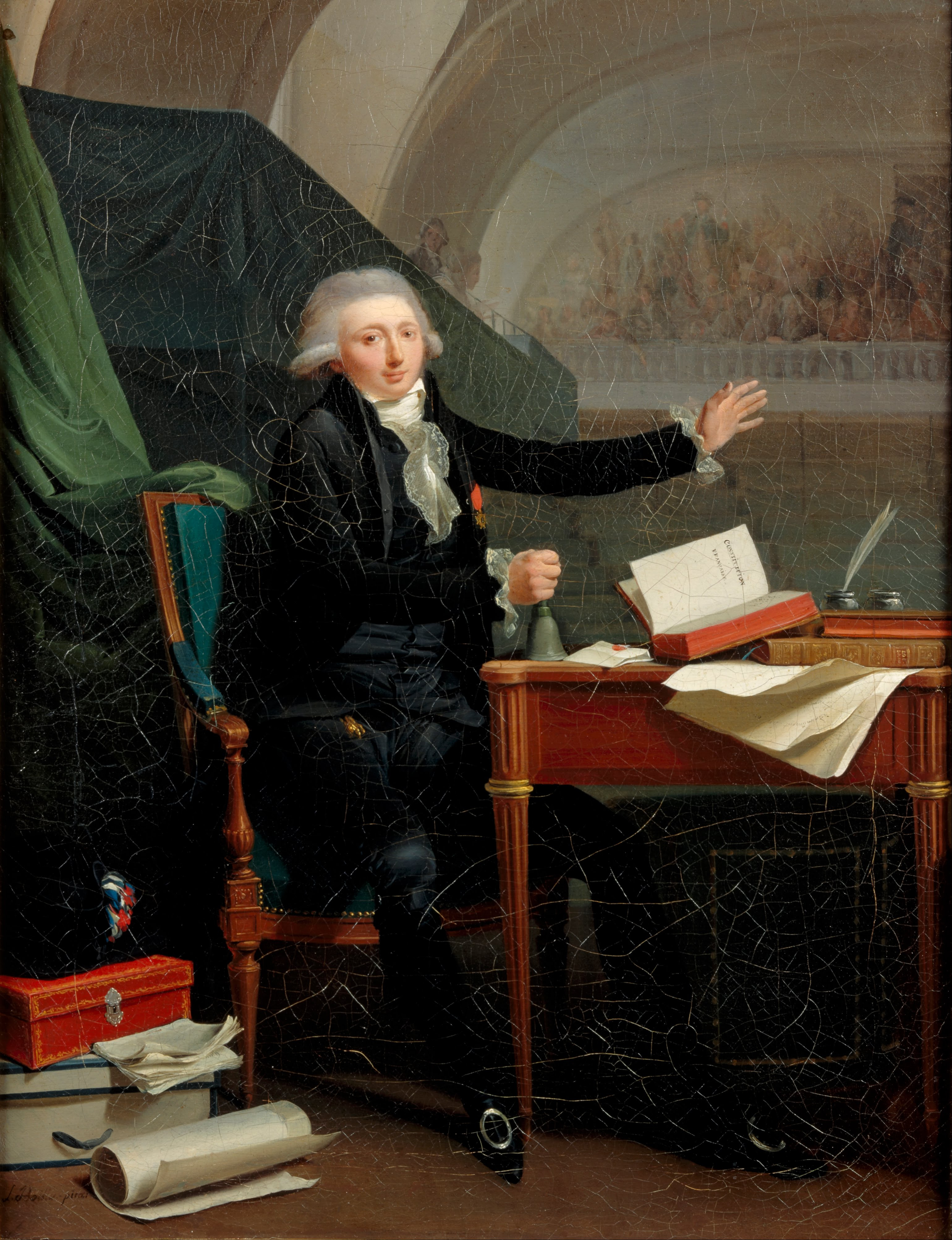
Луї Буальї. Портрет Жана Антуана д'Аверхюльта, 1792 р.
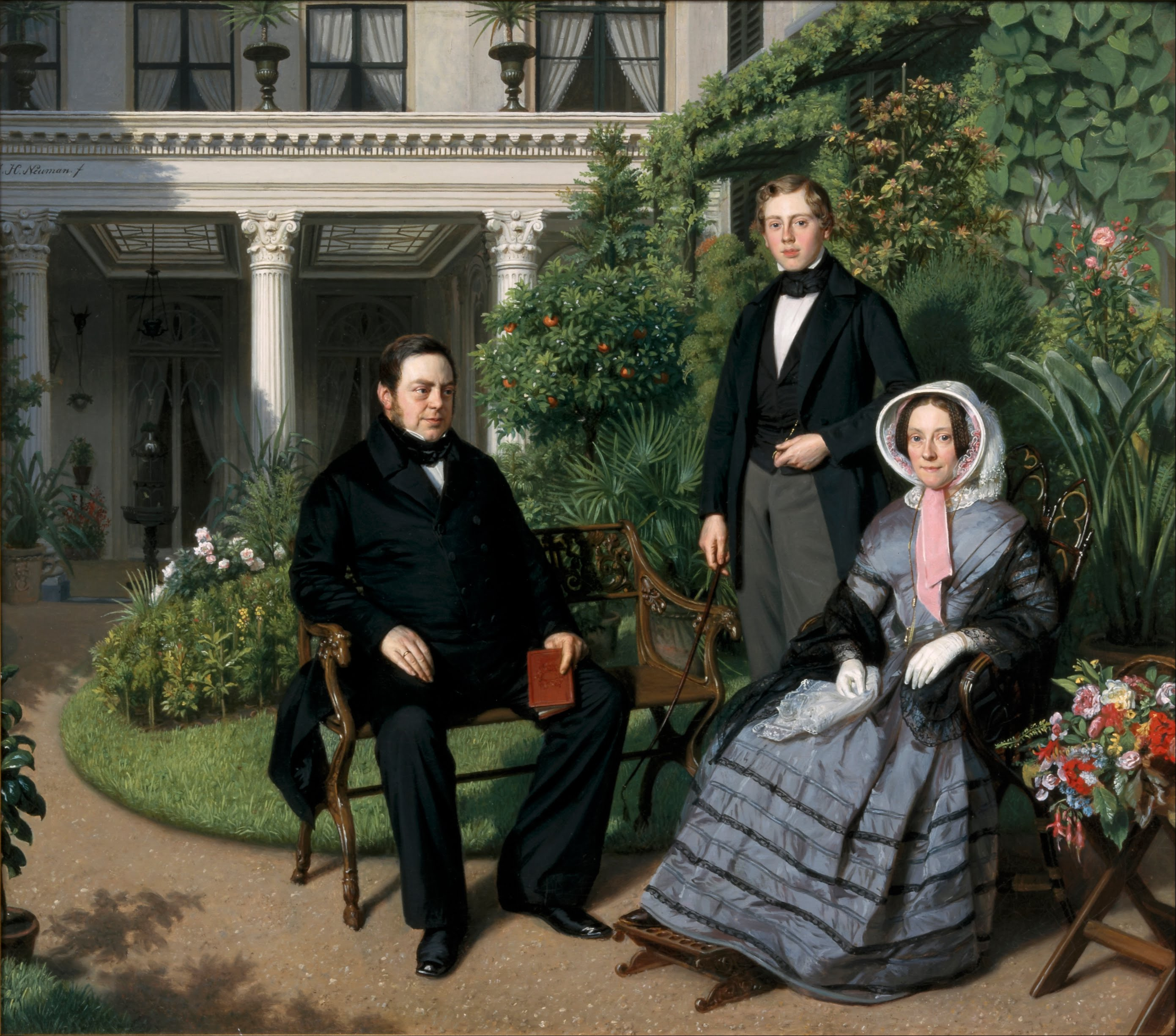
Йоган Генріх Нейман. «Родина Метелеркамп», бл. 1852 р.

### Пейзажі в музейній збірці

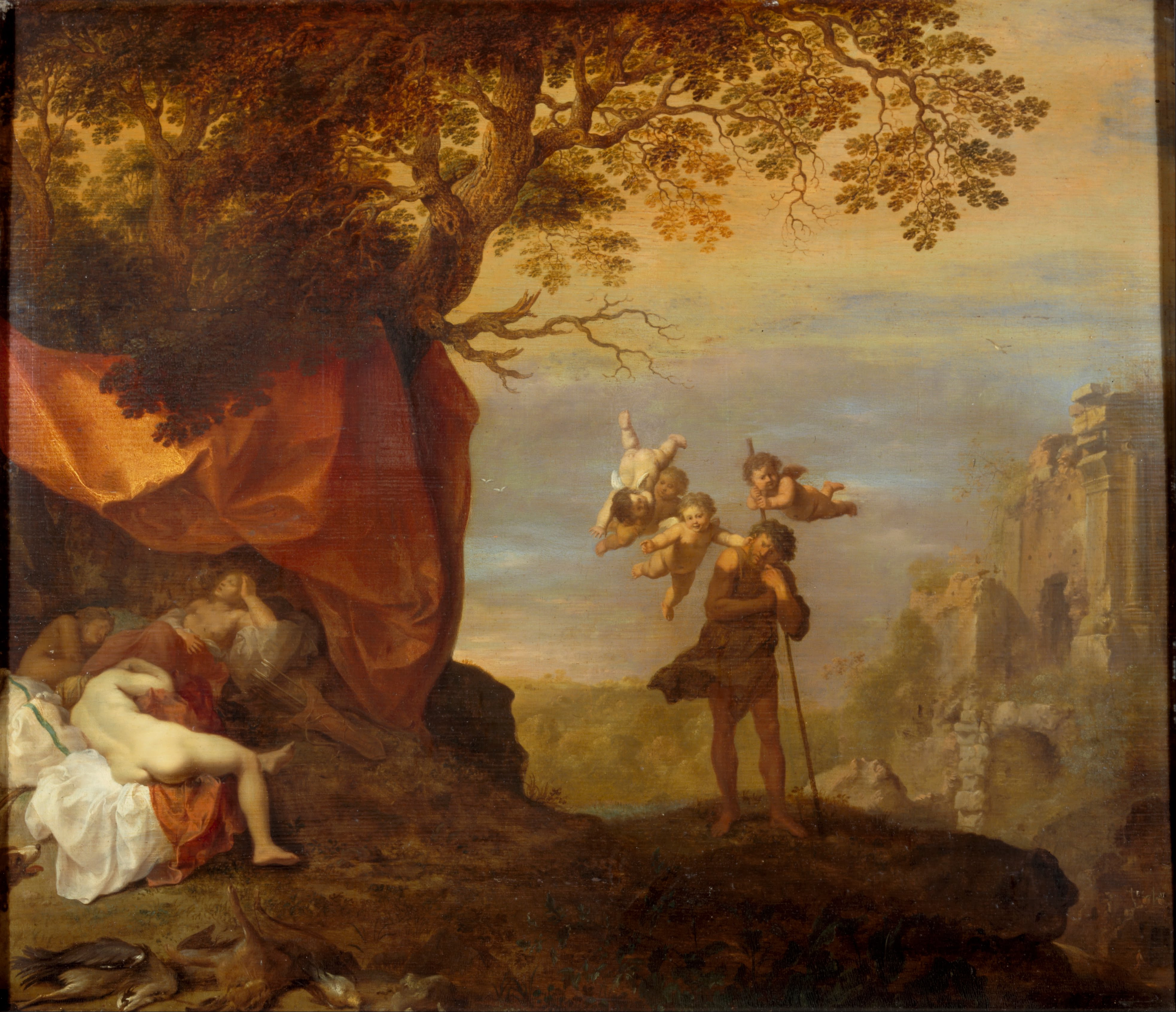
Корнеліс ван Пуленбург. «Кимон і Іфігенія», Центральний музей Утрехта.

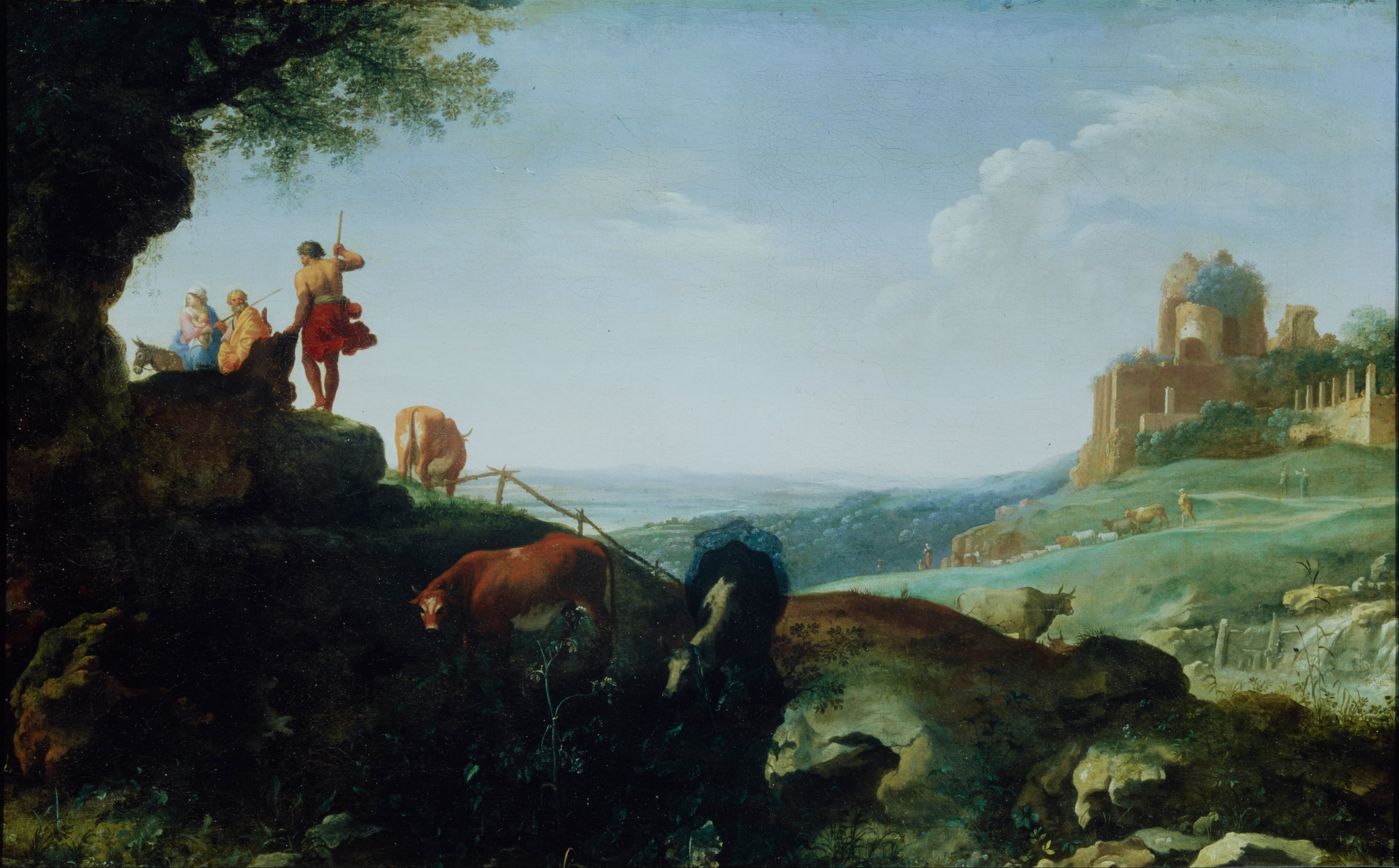
Корнеліс ван Пуленбург. «Пейзаж зі сценою втечі Святої Родини в Єгипет», 1625 р.
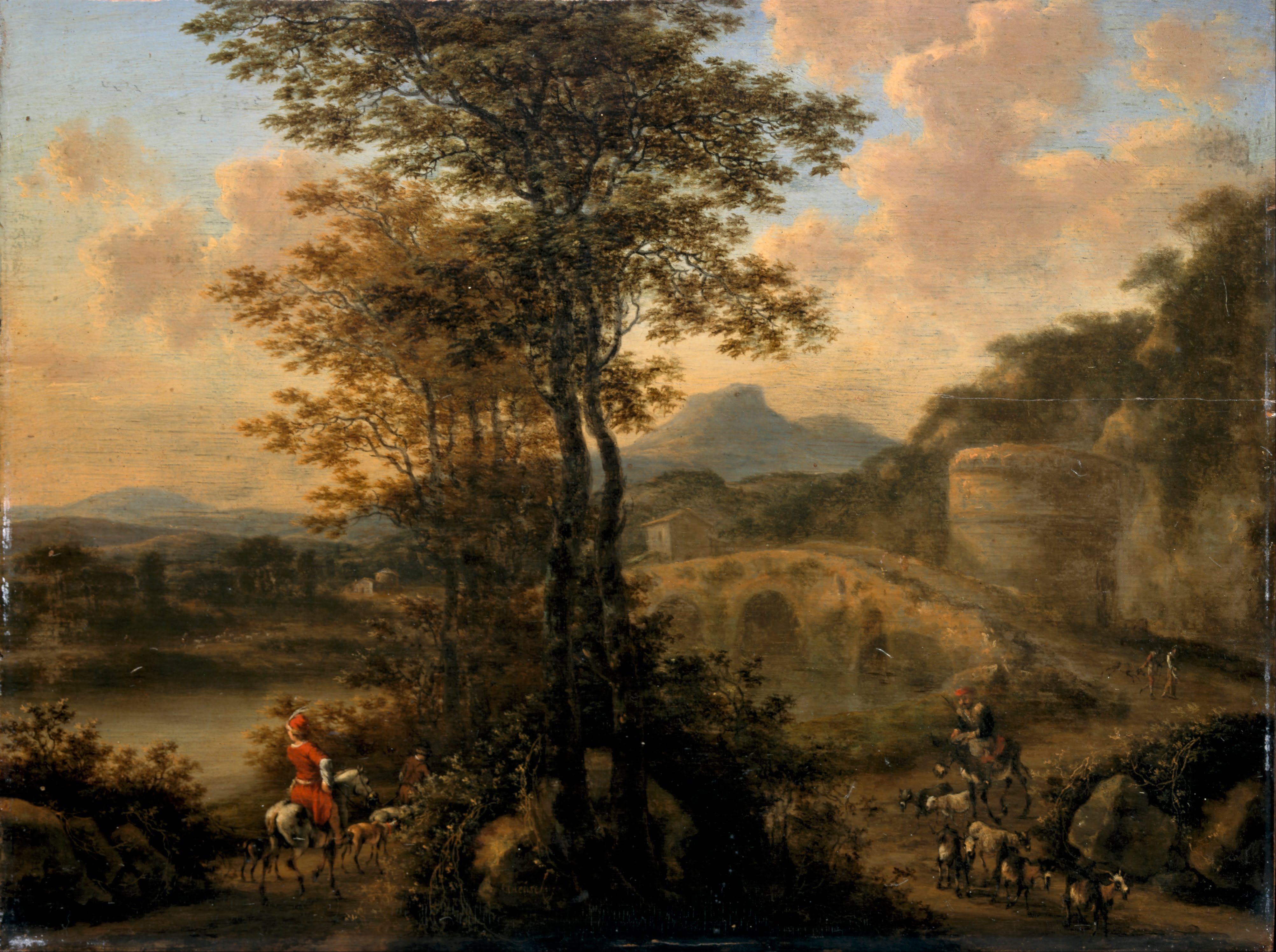
Віллем де Хеск (Willem de Heusch), «Італійський пейзаж з кам'яним мостом», 1650 р.
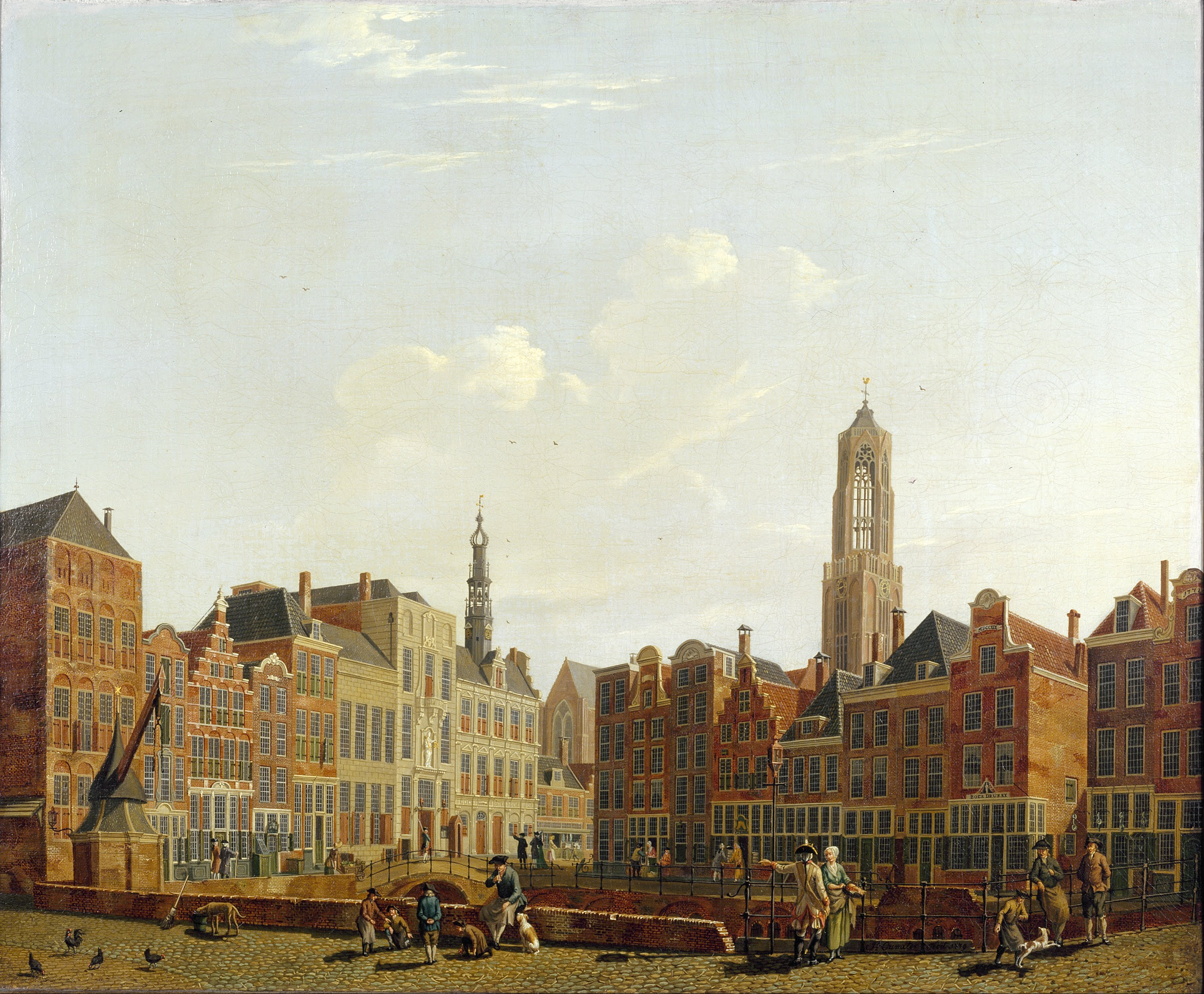
Ісак Уватер. «Ратуша міста Утрехт перед мостом», 1779 р.
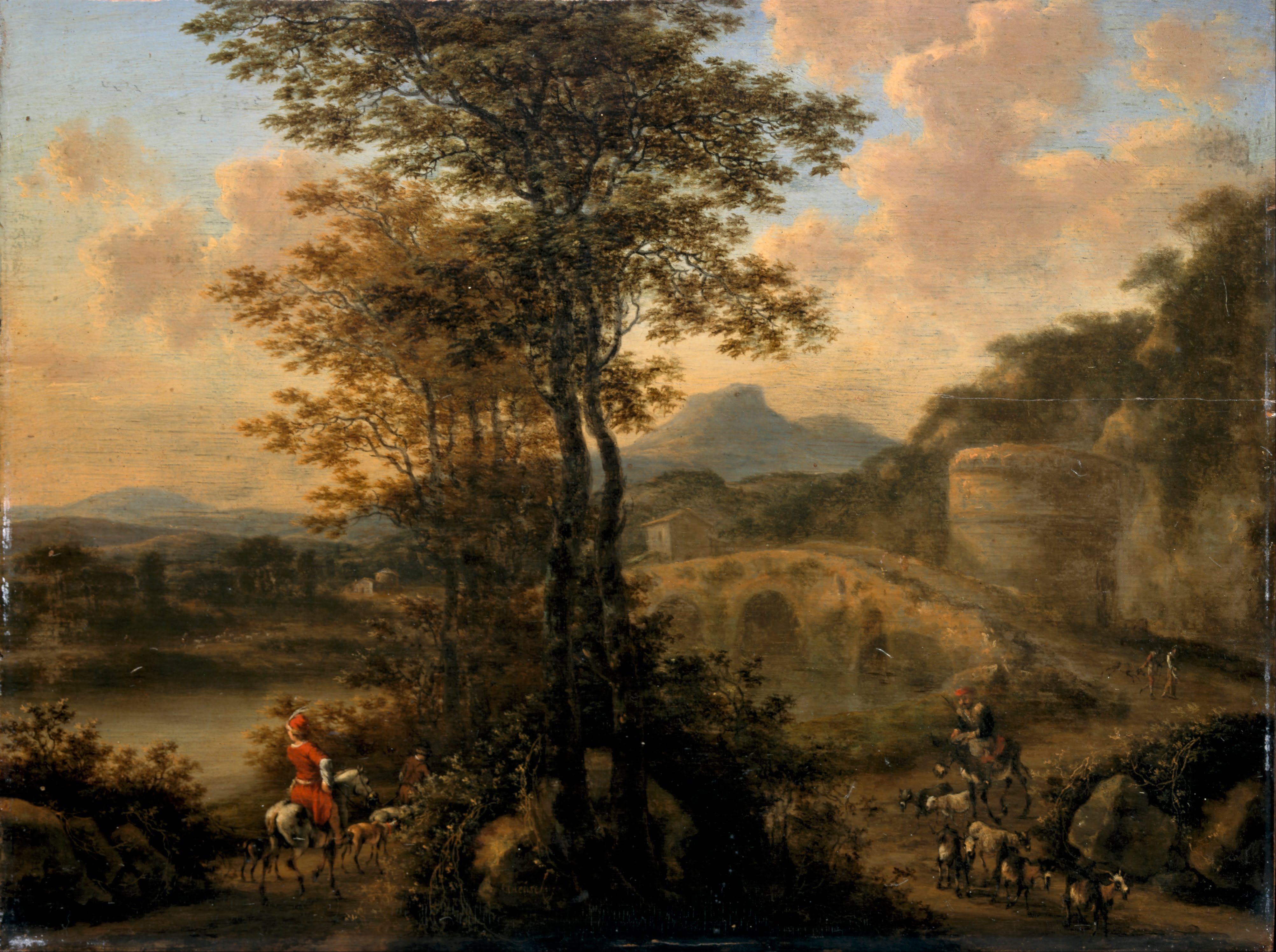
Віллем де Хеск (Willem de Heusch), «Італійський пейзаж з кам'яним мостом», 1650 р.
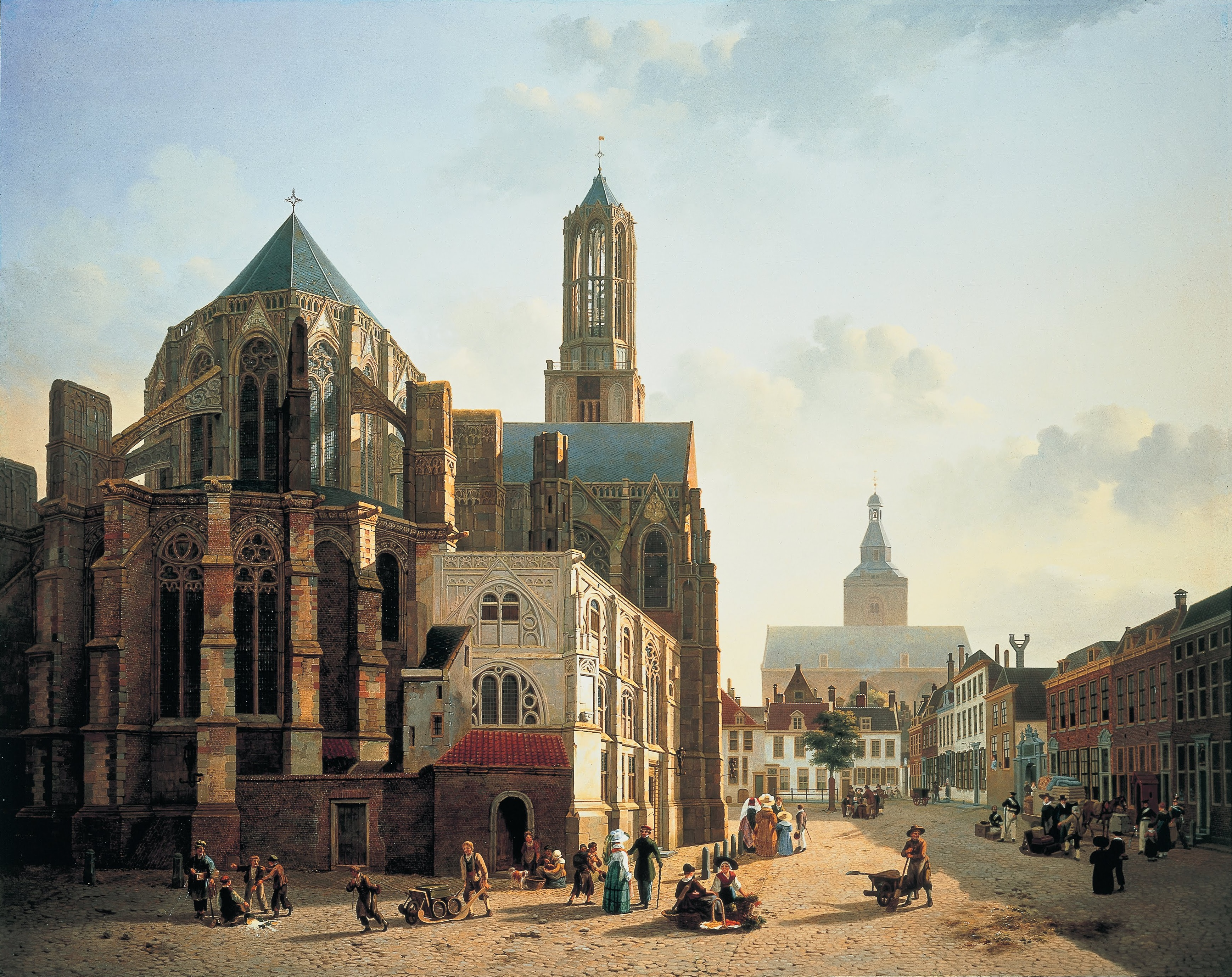
Ян Хендрік Верейн. «Утрехтський собор», 1829 р.
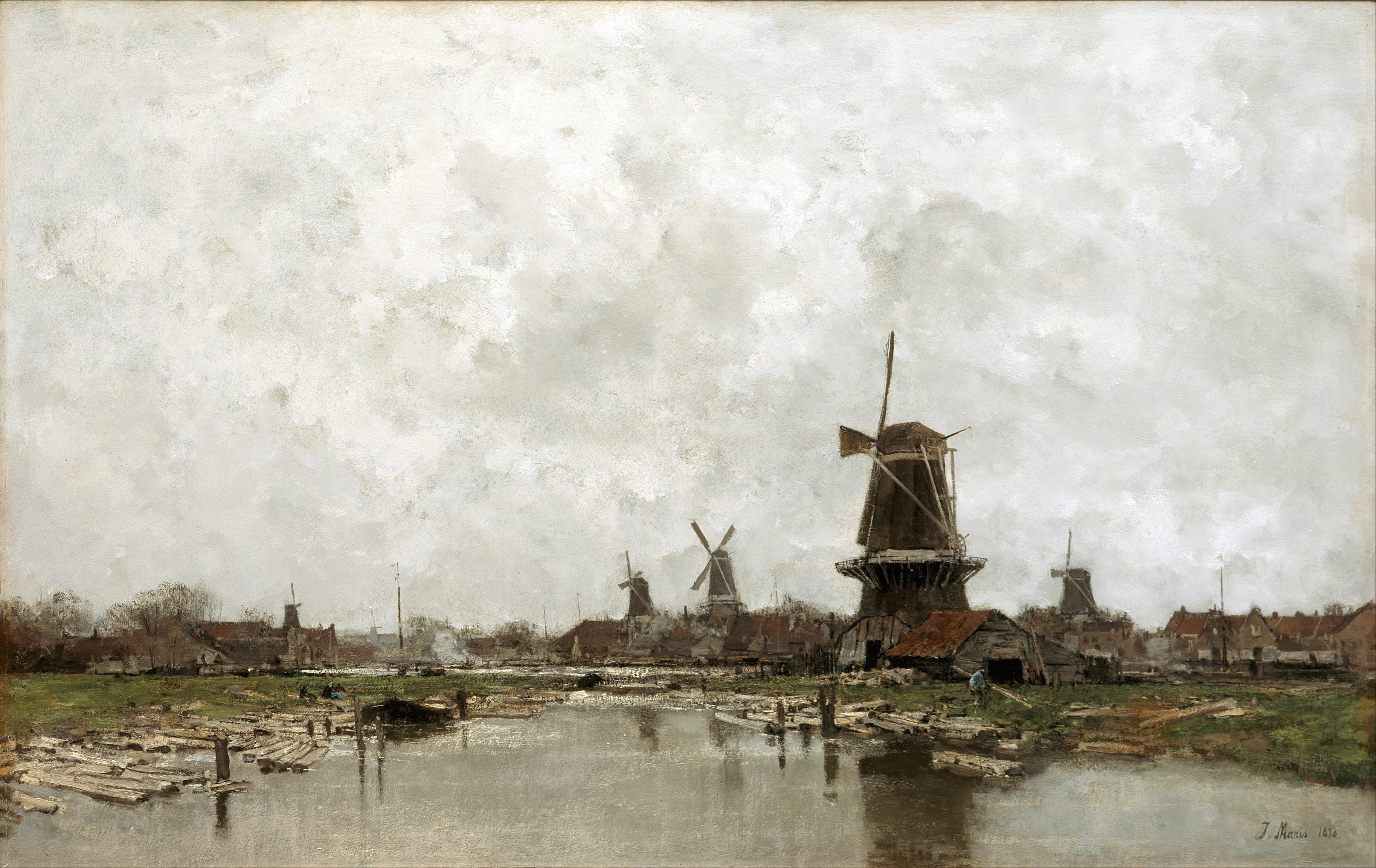
Якоб Маріс. «П'ять вітряків», 1878 р.

### Натюрморти в Центральному музеї

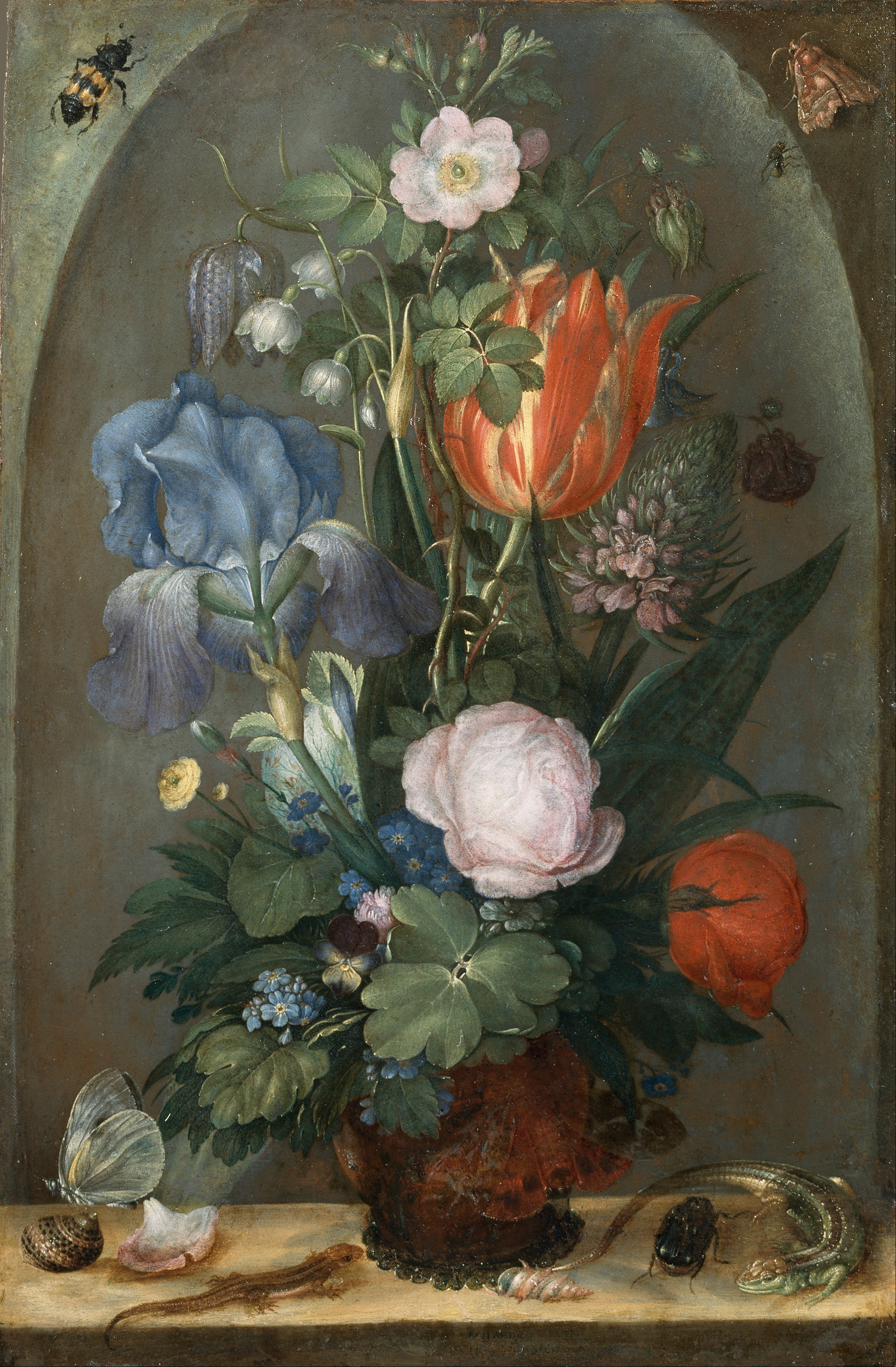
Рулант Саверей. «Весняні квіти з шипшиною і двома ящірками», 1603 р.
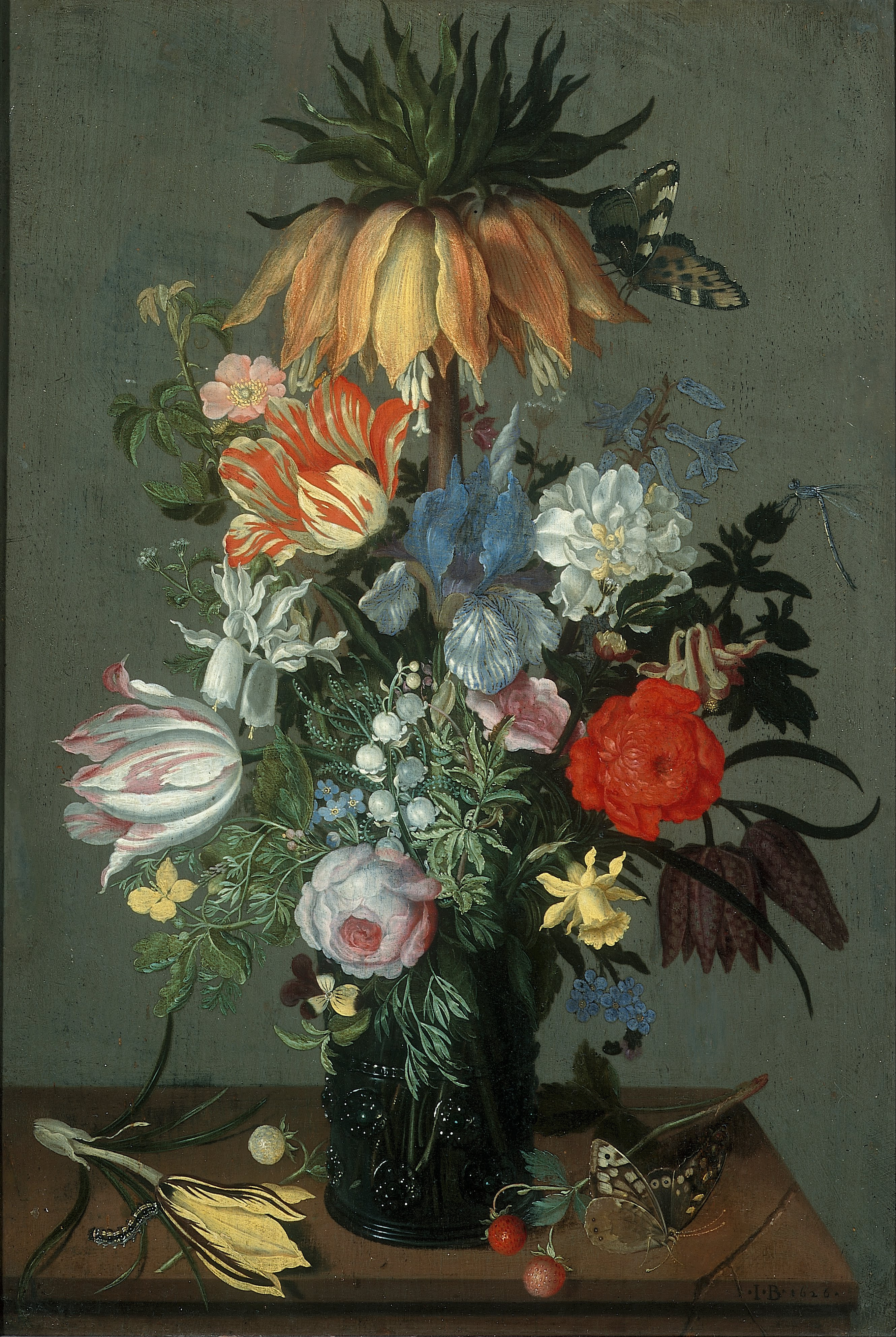
Йоханнес Босхарт. «Букет з фріттіляріями», 1626 р.
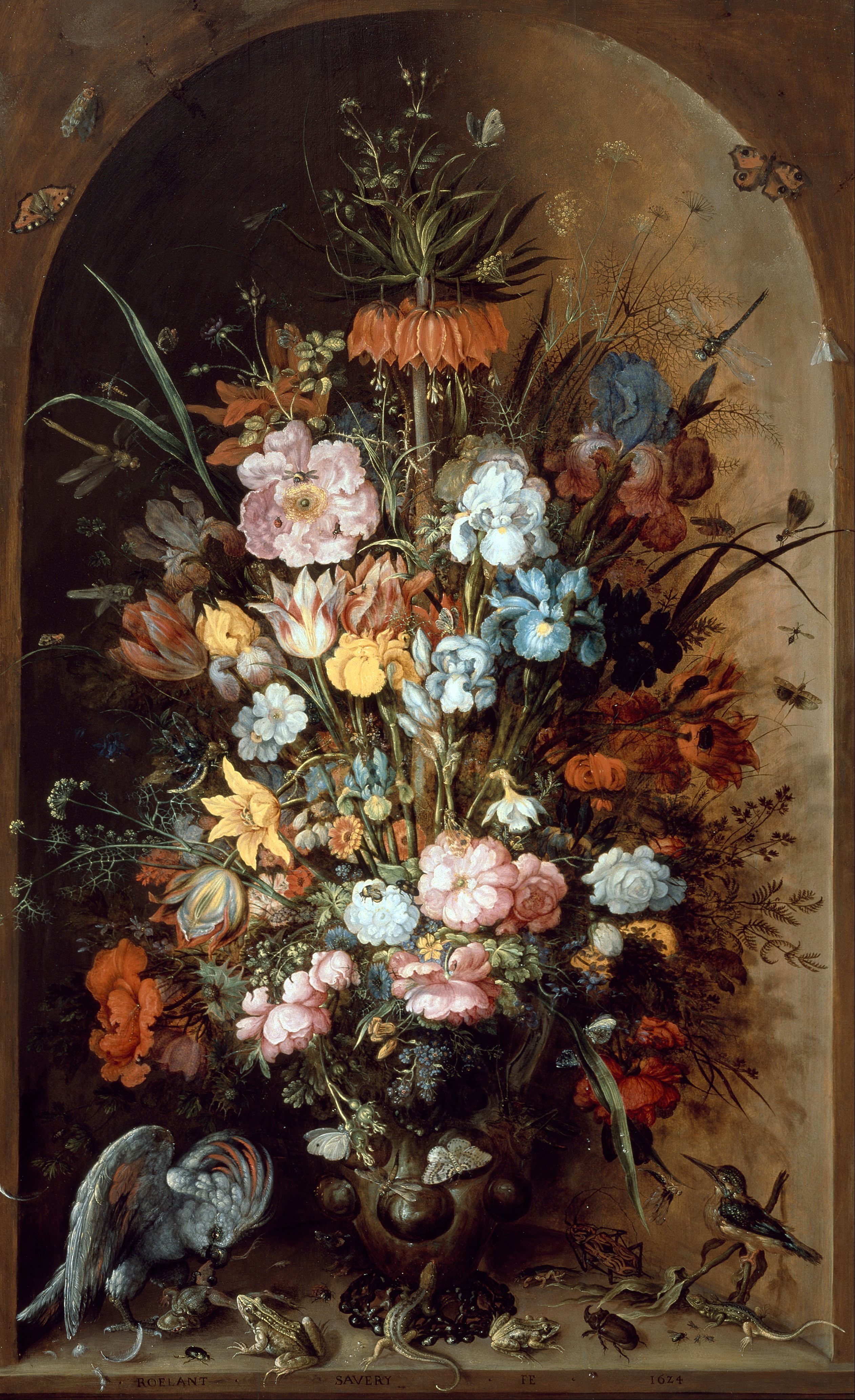
Рулант Саверей. «Весняні квіти з птахами і жабками», 1624 р.

### Живопис біблійного спрямування в збірці

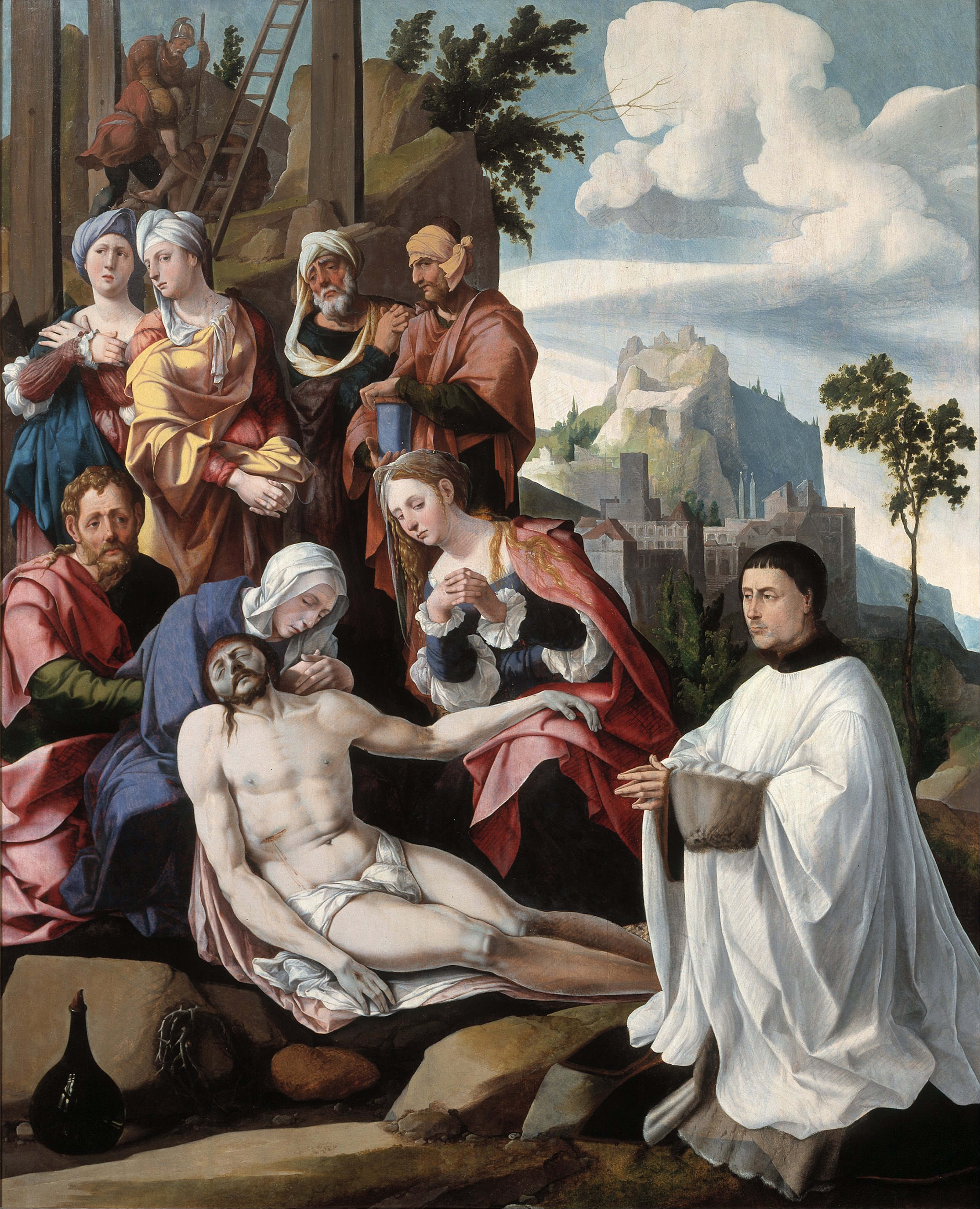
Ян ван Скорель. «Оплакування з донатором і фортецею на скелі», бл. 1535 р.
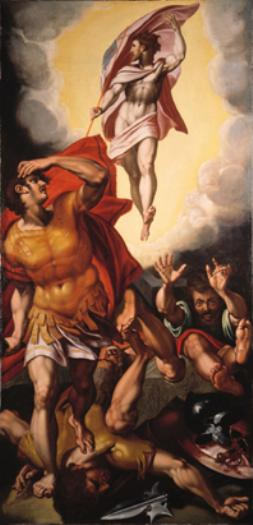
Антуан ван Блокландт. «Преображення Господнє», до 1580 р.
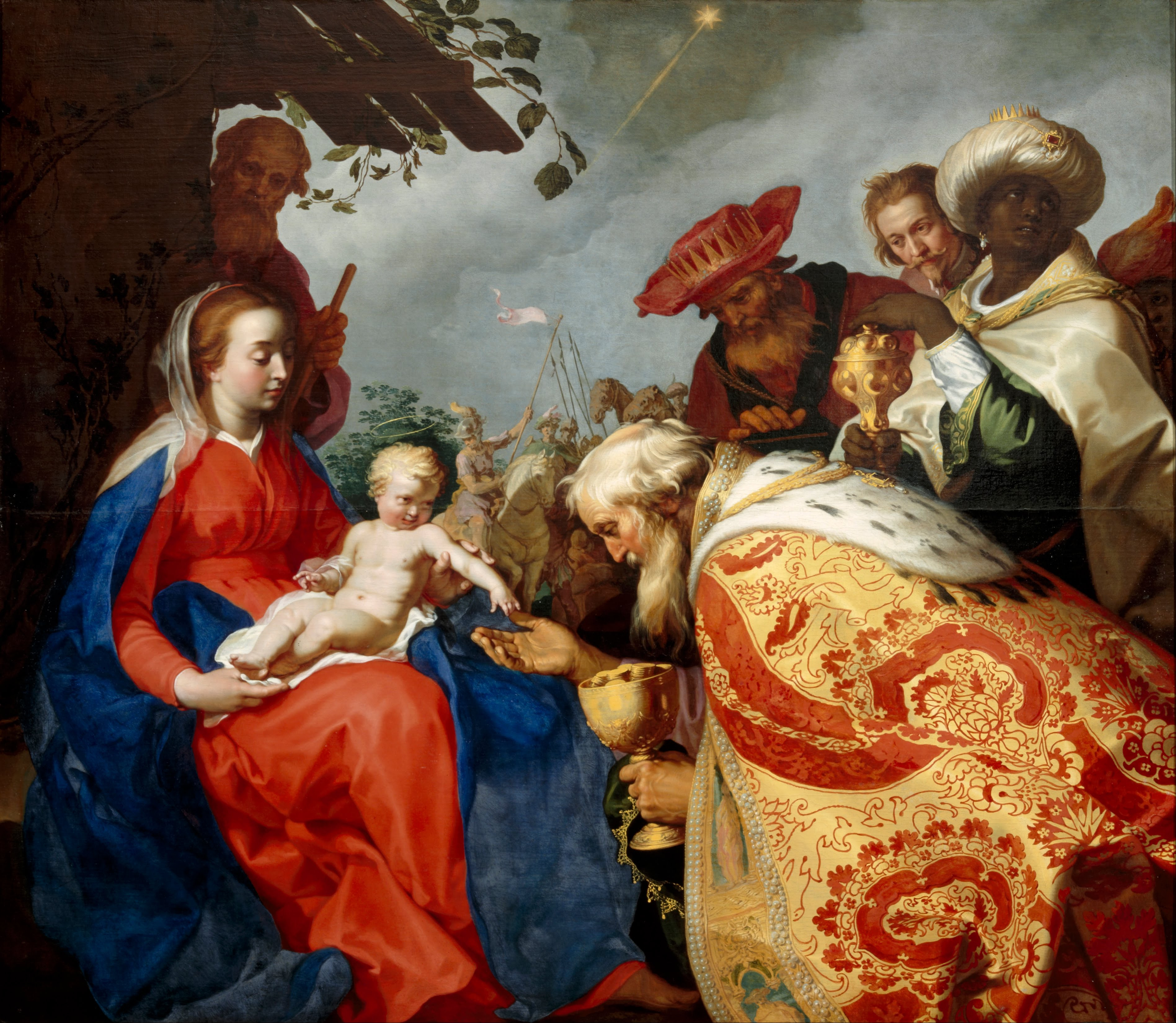
Абрахам Блумарт. «Поклоніння волхвів немовляті Христу», 1624 р.